# 踊る大捜査線シリーズの登場人物一覧
踊る大捜査線シリーズの登場人物一覧（おどるだいそうさせんシリーズのとうじょうじんぶついちらん）は、フジテレビ系列にて放映されていたテレビドラマ『踊る大捜査線』及びその劇場版、スピンオフ作品に登場する架空の人物の説明の一覧である。
登場人物は以下のセクションで形成
- 主要人物、湾岸署、警視庁、警察庁、秋田刑務所、ゲスト

※ 役名、役職等は『室井慎次 敗れざる者 / 生き続ける者』終了時点、現在の動向が不明な者は判明している限りで最新のものである。

## 主要人物

### テレビシリーズからの主要人物
青島俊作
演 - 織田裕二
警視庁刑事部捜査支援分析センター・警部補（テレビシリーズ時は湾岸署強行犯係・巡査部長で、『THE MOVIE3』で湾岸署強行犯係係長となり、警部補に昇進）
室井慎次
演 - 柳葉敏郎
元警察庁長官官房審議官交通局担当 ・警視監（テレビシリーズ時は捜査一課管理官・警視で、『THE MOVIE3』で警察庁長官官房審議官・警視監に昇進。2021年に退官した。）
恩田すみれ
演 - 深津絵里
元湾岸署刑事課盗犯係主任・巡査部長（テレビシリーズ・映画シリーズでは現役であったが、『THE FINAL』で台場会社役員殺害事件の際の犯人の発砲で負った傷の後遺症に悩まされていることが明かされ、『生き続ける者』で刑事を辞めていることが明かされた。）
真下正義
演 - ユースケ・サンタマリア
警視庁湾岸警察署署長・警視正（テレビシリーズ開始時は警部補、途中で昇任試験により警部、その後『交渉人 真下正義』で警視、『THE LAST TV』から警視正）。テレビシリーズ開始時は研修配置で刑事課強行犯係。その後同係長や刑事課長代理、警視庁刑事部捜査一課、交渉課（準備室）、警察庁長官官房付（『THE MOVIE 3』開始時）を経て湾岸警察署署長となっている。
真下雪乃（旧姓:柏木）
演 - 水野美紀
湾岸署刑事課強行犯係・巡査部長（テレビシリーズ開始時は一般人）。第1話で父を殺され、湾岸署の人々とかかわるうちに警察官を志し、終盤で採用試験を受け合格し晴れて湾岸署の一員となる。『交渉人 真下正義』のラストで真下と婚約、『容疑者 室井慎次』時点で入籍し以降は真下姓となる。2人の子をもうけ、『THE FINAL』時点では産休・育休中。
和久平八郎
演 - いかりや長介
元湾岸署刑事課指導員（現役時は同署同課強行犯係・巡査長で、『THE MOVIE 3』時点で故人。）

### スペシャル版以降の主要人物
新城賢太郎
演 - 筧利夫
秋田県警察本部長・警視監
篠原夏美
演 - 内田有紀
| 年         | 配属先       | 部署・階級(備考/登場作)                                     |
| ---------- | ------------ | ----------------------------------------------------------- |
| 1997年3月  | --           | 大妻女子短期大学 卒業                                       |
| 1998年6月  | 警視庁       | 巡査 拝命                                                   |
| 1998年6月  | 湾岸警察署   | 交通課・巡査 { 初夏SP }                                     |
| 2001年10月 | 西新井警察署 | 警務課・巡査                                                |
| 2004年7月  | --           | 巡査部長 昇任                                               |
| 2004年10月 | 月島警察署   | 生活安全課 少年係・巡査部長                                 |
| 2009年9月  | 湾岸警察署   | 刑事課 強行犯係・巡査部長 { 係長・MOVIE 3・LAST TV・FINAL } |

湾岸署刑事課強行犯係・巡査部長
昭和51年11月16日生まれ。O型（※月日、血液型は演じた内田と同じ）。
本籍・出身地・東京都
最終学歴・大妻女子大学短期大学部卒業。
『踊る大捜査線番外編 湾岸署婦警物語 初夏の交通安全スペシャル』の主人公。映画『ダーティハリー』が好きで刑事になりたくて警察官となる。物語の冒頭で警察学校を卒業したばかりの新人として、湾岸署交通課に巡査として配属される。青島と同様に自分の信念を貫いて行動するトラブルメーカーであることから、周囲から「女青島」と呼ばれるようになる。それゆえ、新しく上司になった桑野と対立するようになるが、最終的には和解した。被疑者と偶然遭遇してしまう悪運の持ち主でもある。
『歳末特別警戒スペシャル』で杉並北署時代の青島俊作の上司であった篠原浩三は実父であり、もともと父親から青島の話は聞かされていたが、青島と直接会ったのは『番外編』の終盤が初めてである。なお、劇中では室井との面識は無い。また『歳末特別警戒スペシャル』と『初夏の交通安全スペシャル』に登場する女子アナの綾波麗は大学時代の友人である。
『踊る大捜査線 THE GAME 潜水艦に潜入せよ!』のおまけシナリオ「スリーアミーゴスの日常4」によると、長らく刑事課への転属願を出していたが、「女青島」という異名が神田署長に悪印象を与えてしまい、転属は大きく遅れることとなった。『THE MOVIE 3』では念願かなって刑事課強行犯係に転属し、青島の後輩として再登場する。名字は変わっていないが『THE MOVIE 3』までの間に陶芸家の男性と結婚していて、『THE LAST TV』の時点で2児の母である。
草壁中
演 - 高杉亘
警視庁警備部第六機動隊特殊急襲部隊(SAT）中隊長・警視正 → 警視庁警備部警備第一課特殊部隊（特殊急襲部隊、SAT）中隊長・警視正
昭和39年11月4日生まれ。O型（※生年月日・血液型は高杉本人と同じ）。
『歳末特別警戒スペシャル』からSATの部隊長として初登場、犯人が立てこもる湾岸署刑事課に突入し、被疑者の鏡恭一（稲垣吾郎）を制圧、拘束する（身柄確保は湾岸署員）。
『THE MOVIE 2』の冒頭、SATの公開訓練中にテロリストグループのリーダー役・青島率いる湾岸署に敗北し大恥をかかされてしまう。そのため、後に被疑者捜索のために「あ、この間（公開訓練時）はどうも。」とヘラヘラしながらやってきた青島を隊員全員で睨みつけていた。また、『THE MOVIE 2』の事件の際に目の前で恩田すみれへの銃撃・被疑者の逃走を許してしまう（取り逃がした原因は沖田仁美管理官の対応の遅れと自己保身優先の指示によるもので、SATが所有するMP5での発砲命令を出さなかったことである。このとき沖田は近くに人がいるかどうか捜査員に聞いており、近くに人がいたため発砲命令を出さなかったのではないかといわれている）。その後、青島と共に独自の判断で被疑者確保に奔走した。
『交渉人 真下正義』では真下の指揮の元、現場の最前線指揮官のひとりとして「クモE4-600」を破壊・停止させるために奔走する。
『THE MOVIE 3』では、釈放された日向真奈美を狙撃するために出動する。
『深夜も踊る大捜査線 THE FINAL』では北海道に転勤し、SAT隊長を引退する模様を語っていた。木島夫妻に贈られた爆弾を解除するため、眉田をサポートする。
92歳になる父親の介護をしている。
- 演じた高杉亘は、『スペーストラベラーズ』(2000年公開)と『亜人』(2017年公開)でも、SATの指揮官として出演している。いずれも踊る大捜査線シリーズと同じく本広克行が監督した作品である。キャップ帽と通信機を使用している点も共通しているが、関係性は不明。

沖田仁美
演 - 真矢みき
| 年                  | 配属先                  | 部署・階級(備考/登場作)                                      |
| ------------------- | ----------------------- | ------------------------------------------------------------ |
| 1990年3月           | --                      | 東京大学 法学部 卒業                                         |
| 1990年4月           | 警察庁                  | 入庁 (国家公務員Ⅰ種)                                         |
| 1990年12月          | 千葉県警察 千葉北警察署 | 地域課・警部補                                               |
| 1992年1月           | 警視庁                  | 総務部 会計課・警部                                          |
| 1995年2月           | 京都府警察本部          | 生活安全部 環境課 課長・警視                                 |
| 1997年7月           | 警察庁                  | 長官官房 教養課 課長補佐・警視                               |
| 1999年7月           | 広島県警察本部          | 交通部 交通総務課 課長・警視                                 |
| 2001年4月           | --                      | 警視正 昇任                                                  |
| 2001年4月           | 警視庁                  | 生活安全部 生活安全総務課 管理官・警視正                     |
| 2003年4月           | 警視庁                  | 刑事部 捜査第一課 管理官・警視正 { MOVIE 2・容疑者・弁護士 } |
|                     |                         |                                                              |
| 2013年3月           | 警察庁                  | 組織改革審議委員会 委員・警視監 { FINAL }                    |
| ?(2021年 3月より前) | 警察庁                  | 長官官房審議官・警視監 { 敗れざる者/生き続ける者 }           |

警察庁長官官房組織改革審議委員会委員・警視監 → 警察庁長官官房審議官・警視監
昭和43年1月31日生まれ。A型。
本籍・大阪府。自宅は警察庁宿舎。
最終学歴・東京大学法学部卒業。
『THE MOVIE 2』で初登場。警視庁総務部広報課を利用して自身を上層部に売り込み、女性初の刑事部捜査第一課の管理官となる。
台場役員連続殺人事件合同捜査本部長として事件解決を目指し、更なる出世のためいつも広報のカメラを引き連れている。典型的な本庁寄りの考えを持ち、登場時には青島に対して「事件は会議室で起きている」と言い、事件は現場で起きていると言った青島の考えを真っ向から否定した。
初期の新城同様、東北大卒の室井とも対立している描写があり、監視モニターの監視役として室井が青島と恩田に監視員を務めさせるが上手く使えず、二人を監視員に選んだ選択責任で沖田は室井に監視員にと間接強制的に命令した。
所轄の捜査員を「使いっ走り」「消耗品」と見下すだけでなく、自分の手を汚さない自己保身を最優先する指示（「自身が命令を下すまで捜査員は行動するな」等）ばかりを出したために犯人を逃してしまった上、捜査員（すみれ）に重傷を負わせてしまう。事態の対処を図るべく広域警戒警備第2波の指示を出そうとするが、冷静さを欠いた指示であることは一目瞭然であり、その状態でさらに所轄捜査員だけでなく自身の直属の部下であるはずの本庁捜査員をも消耗品扱いする内容の発言をしたことで、和久を筆頭に捜査本部の全捜査員から不満と不信を買ってしまい、新城補佐官の本庁への進言により本部長を解任された。この後任本部長には、捜査副本部長の室井がつく事になり、室井は「キャリアや所轄、役職など関係なく刑事達から情報を求める」「上からの指示を待たずに現場の判断で動くことを許可する」と沖田とは何もかも正反対な捜査方針をとる事で、事件を解決へと導いた。常に変化する現場の状況を全く想定していない指示しか出せないことなどから現場経験がないことがわかる。
以上のように管理官となった直後の『THE MOVIE 2』においては、出世や権力への執着心と自身の地位に対するプライドが異常に高い人物だったが、この台場役員連続殺人事件の後に開かれた査問会で室井慎次が沖田を庇い処分されることはなかった。それ以降は室井のシンパとなり、『容疑者 室井慎次』では新城とともに室井の窮地を救うべく（ただし、査問会の経緯は映像には無く言及と裏設定にとどまる）、津田弁護士への室井の弁護依頼、沖縄県警にいる同期への捜査依頼など室井のために奔走した。
『弁護士 灰島秀樹』では、秋葉原で起きた殺人事件の調査中に、室井の事件の際に面識のあった灰島秀樹と偶然再会。居酒屋で会談し、秋葉原の文化に関する知識を灰島に頼った。灰島から被疑者のヒントを貰う見返りとして、博覧会計画反対運動を巡る陰謀の情報を灰島に提供する。
『THE FINAL』では室井を委員長として発足した警察庁組織改革推進委員会の委員を新城とともに務めている。
『室井慎次 敗れざる者』では室井も歴任した警察庁長官官房審議官の職に就いており、沖田によって秋田県警察に送り込まれた新城の口から「人事は意のまま」の立場であると言及されている。
『室井慎次 生き続ける者』では、再逮捕された国見昇との接見を望む室井・桜から依頼され、民間人である室井の取調室への入室を許可するよう仁狩へ電話で命令するなど、今でも室井側の人間として室井を信頼している。
- 『SMAP×SMAP』2003年7月21日放送回のパロディ劇『踊れ大捜査線』にも登場。香取慎吾が扮する青島慎作と舌戦を繰り広げ、思わず笑いを堪える一幕を見せた。この回には、主演の織田裕二もサプライズ出演している。

小池茂
演 - 小泉孝太郎
| 年         | 配属先 | 部署・階級(備考/登場作)                          |
| ---------- | ------ | ------------------------------------------------ |
| 2000年3月  | --     | 東京工業大学大学院 情報理工学研究科 博士課程修了 |
| 2000年4月  | --     | (株)情報科学工学研究所 入所 (開発第一課配属)     |
| 2001年4月  | 警視庁 | 刑事部付 技術捜査官・出向 { MOVIE 2 }            |
| 2004年12月 | 警視庁 | 刑事部 交渉課準備室 係長 { 交渉人 }              |
| 2005年4月  | 警視庁 | 刑事部 交渉課 係長 { FINAL回想 }                 |
| 2008年4月  | 警視庁 | 刑事部 交渉課 課長代理                           |
| 2010年3月  | 警視庁 | 刑事部 交渉課 課長・警視 { MOVIE 3・FINAL }      |
| 2012年12月 | 警視庁 | 退職、逮捕                                       |

警視庁刑事部交渉課長・警視
昭和50年7月10日生まれ。AB型（※月日、血液型は小泉本人と同じ）。
本籍・神奈川県。自宅は東京都港区（※小泉本人も神奈川県出身）。
最終学歴・東京工業大学大学院 情報理工学研究科 博士課程修了。
初登場時は『THE MOVIE 2』に登場する監視システム「C.A.R.A.S.」の開発者として警察庁情報通信局に出向した技術捜査官であったが、交渉課準備室に配属。真下直属の部下になり、情報分析を行うCICルームを束ねる係長に就く（『THE MOVIE 2』から1年足らずでどうやって任官し警部まで昇任したかは不明。現実には不可能）。『MOVIE3』では交渉課長・警視へと異例の昇進を果たし、事件の主犯のノライヌと交渉に奮闘した。また眼鏡を外している。
『THE FINAL』では、6年前に発生した、鳥飼の姪が誘拐された事件の、犯人との交渉を担当していたが、上層部の指示で打ち切られ、少女が殺害された挙句、誘拐犯に証拠不十分により無罪判決が下るという最悪の結果を招いた過去が判明する。それが引き金となり、当時上層部の指示をすんなり受け入れ交渉打ち切りの判断をした真下を憎悪・軽蔑するようになり、裁判で無罪放免となった少女誘拐殺害事件真犯人を含む連続殺人と真下の息子誘拐事件を、鳥飼・久瀬と共に計画し実行した。
和久伸次郎
演 - 伊藤淳史
| 年        | 配属先                  | 部署・階級(備考/登場作)                                      |
| --------- | ----------------------- | ------------------------------------------------------------ |
| 2006年3月 | --                      | 広島国際学院大学 現代社会学部 卒業                           |
| 2006年4月 | --                      | (株)尾道トラベル 入社 (営業部配属)                           |
| 2007年1月 | --                      | 同社を一身上の都合により退社                                 |
| 2007年4月 | 広島県警察              | 巡査 拝命                                                    |
| 2008年4月 | 広島県警察 尾道警察署   | 地域課・巡査                                                 |
| 2009年4月 | 千葉県警察 八千代警察署 | 地域課                                                       |
| 2010年3月 | 警視庁 湾岸警察署       | 刑事課 強行犯係・巡査部長 { MOVIE 3・係長2・LAST TV・FINAL } |

警視庁湾岸警察署刑事課強行犯係・巡査部長
最終学歴・広島国際学院大学現代社会学部卒業。
昭和57年11月25日生まれ。O型（※月日、出身地は伊藤本人と同じ）。
本籍・出身地・千葉県
和久平八郎の甥で係長となった青島の部下。青島からは「和久くん」と呼ばれる。大学卒業後、尾道トラベルへ入社し、営業部へ配属されるが、1年足らずで退社して警察官となった。新湾岸署への引越しの最中に室井の計らいで「青島の部下につくように」と配属される。平八郎の死後、形見分けとして託された「和久ノート」を持ち、その教えを遵守する事を旨としている。伯父を尊敬しており真面目で熱意もあるが、それゆえに空回りもしやすく場違いに「和久ノート」に記されたメモを大声で読み上げる。「つかぬ事をお聞きしますが〜」が口癖。
和久の甥と言うことで湾岸署の面々には温かく迎えられるが、一方で新人ゆえにからかわれることも多い。また、腰が弱いのか事あるごとに腰痛を起こしている。
『THE LAST TV』『THE FINAL』でも青島の腹心の部下として行動を共にし、逃亡犯確保のための潜伏捜査では俊作・すみれ夫婦の営む『唐揚げ屋』の出前に身をやつしている。始末書書き等を押し付けられるなどこき使われることも多いが、事件を通じ青島の才覚と欠点に精通する部下へと成長していく。すみれの病状を知る数少ない人物として秘密と離職を明かされていた数少ない人物。
鳥飼誠一
演 - 小栗旬
| 年                  | 配属先                | 部署・階級(備考/登場作)                           |
| ------------------- | --------------------- | ------------------------------------------------- |
| 2003年3月           | --                    | 東京大学 法学部 卒業                              |
| 2003年4月           | 警察庁                | 入庁 (国家公務員Ⅰ種)                              |
| 2003年12月          | 福岡県警察 中央警察署 | 地域課・警部補                                    |
| 2004年4月           | 警察庁                | 刑事局 刑事企画課・警部 { FINAL回想 }             |
| 2008年10月          | 警視庁 麻布警察署     | 刑事課 強行犯係 係長代理                          |
| 2009年4月           | 警視庁                | 刑事部 捜査第一課 管理補佐官・警視 { MOVIE 3 }    |
| ?(2010年 3月より後) | 警視庁                | 刑事部 捜査第一課 管理官・警視 { LAST TV・FINAL } |
| 2012年12月          | 警視庁                | 退職、逮捕 { FINAL }                              |

警視庁刑事部捜査第一課管理官・警視
最終学歴・東京大学法学部卒業。
昭和55年12月26日生まれ。A型。
本籍・出身地・東京都
現場と上層部の調整役を任務とするサーバントリーダーと評されるが、現場よりも実質上層部・本庁側の人間であり、本人も上層部・本庁の意思を最優先に行動しているフシがあった。一倉や初期の新城・沖田のように所轄を明らかに見下すような行動はとらず、逆に所轄・現場の捜査員と共存を図りたいとするような言動を取るものの、その中身は利益・実益を最優先させる計算高い性格で、時には冷酷で非人道的な判断すらも、社会や組織にとって有益ならば是としてしまう。『THE LAST TV』では管理補佐官から管理官となる。
相手に自分の心理等を悟られないようにするためか、心配をされても「大丈夫ですよ僕は」と答えることが多い。
『THE FINAL』の6年前に姉と姪が『北品川少女誘拐事件』に巻き込まれ、人命を玩具のように弄ぶ凶悪犯に直面し、さらに上層部が不適切な指示を下したことで、姪が悲惨な殺され方をされたため、そのトラウマにより「絶対に悪（凶悪犯や自らの保身を優先する上層部等）を許さない」「警察上層部は地位のためならば隠蔽や冤罪も躊躇わない」という信念の下に行動しており、姪を奪った警察機構の更生を目指し出世することと犯罪者はただちに抹殺すべきという理念を第一にしている。
日向真奈美と接し、半ば罠にかかる形で事件現場で左目を負傷した事で、犯罪者への憎悪に拍車がかかり、性悪説にとりつかれていく。「犯罪者は社会にとって有益な者にはならない。ゆえに超法規的措置をもってしても抹殺すべし」と、更生の概念や三権分立を否定した。警察組織の根幹意義を揺るがしかねない危険な観念を自らの内に定着させ、「犯罪者を逮捕することが警察官の誇り」という青島の考えをも否定し、彼に対してすら「手ごわい」と評するなど憎しみを抱く様子を見せている。また、「青島との約束のため信念を曲げずに正しいことをするために出世する」という室井にも「偽善者だ」と斬り捨てた。
その観念が、前述の事件の犯人と真下に復讐し、機構の再生目的で警察上層部の失態を暴露するため、前述の事件に関わった同志の小池・久瀬と結託し『THE FINAL』の連続殺人事件・真下の息子誘拐事件を引き起こした黒幕になる。
以上のように狂気とも言える言動を取り続けたものの、その根底にある信念はあくまで悪人から社会を守り、姪のような悲劇を二度と生み出してはならないという、青島と室井と似通ったものであるため、『THE FINAL』での事件解決後も室井と青島が鳥飼を必要以上に糾弾・非難することはしなかった。

### スピンオフドラマの主人公
木島丈一郎
演 - 寺島進
警視庁刑事部捜査第一課特殊犯捜査一係 (SIT) 係長・警視。
昭和40年生まれ。B型。
出身地・東京都。住所・警視庁宿舎 (2004年10月時点)。
灰島秀樹
演 - 八嶋智人
弁護士・灰島法律事務所所長。
昭和45年生まれ。
出身地・東京都清瀬市。
最終学歴・東京大学法学部。
内田晋三
演 - 高橋克実
警視庁警備部警護課長兼任警護第二係班長・警部 (2004年12月24日時点)。

## 湾岸署

### 「スリーアミーゴス」
神田総一朗
演 - 北村総一朗
元警視庁湾岸警察署指導員（前湾岸署署長・警視正。『THE LAST TV』開始時点では警察官を退職していたが、途中で湾岸警察署指導員となる。）
2016年には、秋山と共に指導員を辞めている。
秋山晴海
演 - 斉藤暁
元警視庁湾岸警察署指導員（前湾岸署副署長・警視。『THE LAST TV』開始時点では警察官を退職していたが、途中で湾岸警察署指導員となる。）
2016年には、神田と共に指導員を辞めている。
袴田健吾
演 - 小野武彦
元警視庁湾岸警察署副署長・警視（テレビシリーズ時は湾岸署・刑事課長。『THE LAST TV』で湾岸警察署副署長となる。）
2016年には、警察を退職している。

### 刑事課
魚住二郎
演 - 佐戸井けん太
湾岸署 刑事課長・警部 → ？
| 年                   | 配属先     | 部署・階級(備考/登場作)[11]                       |
| -------------------- | ---------- | ------------------------------------------------- |
| 1981年3月            | --         | 国際基督教大学 語学科 卒業                        |
| 1981年4月            | 警視庁     | 巡査 拝命                                         |
| 1981年10月           | 大森警察署 | 地域課・巡査                                      |
| 1983年2月            | 大森警察署 | 防犯課・巡査部長                                  |
| 1985年9月            | 小岩警察署 | 留置管理係・巡査部長                              |
| 1991年7月            | 小岩警察署 | 刑事課・巡査部長                                  |
| 1995年1月            | 湾岸警察署 | 刑事課 強行犯係 係長・警部補 {テレビシリーズ}     |
| 1997年4月            | 湾岸警察署 | 刑事課 強行犯係 係長代理・警部補 {歳末SP、初夏SP} |
| 1998年10月           | 湾岸警察署 | 刑事課 強行犯係 係長・警部補[注 12] {秋SP}        |
| 1998年11月           | 湾岸警察署 | 刑事課 強行犯係 係長代理・警部補[注 13] {MOVIE}   |
| 2000年4月            | 湾岸警察署 | 刑事課 強行犯係 係長・警部補 {GAME、MOVIE 2}      |
| 2010年3月[12]        | 湾岸警察署 | 警務課 課長・警部 {MOVIE 3}                       |
| ?(2012年 10月より前) | 湾岸警察署 | 刑事課 課長・警部 {係長2、LAST TV、FINAL}         |
昭和32年5月14日生まれ。AB型（※生年月日、血液型は佐戸井本人と同じ）。
本籍・千葉県（佐戸井本人も千葉県出身）。自宅は東京都品川区（『THE MOVIE』のころまで住んでいた千葉県市川市のマイホームには妻と2人の子（息子と娘）が暮らす）。
最終学歴・国際基督教大学教養学部語学科卒業。
資格・フィンランド語1級、ノルウェー語3級、デンマーク語3級、ソムリエ1級
テレビシリーズ第1話の冒頭で殺人事件が発生しているのにその殺人事件の捜査よりも健康診断のことを気にする管理職という、「踊る」のコンセプトを象徴するような形で登場する。袴田課長同様、典型的な中間管理職。また、取調べが苦手であり、被疑者によって傷だらけになったことがあった。
真下が昇進した一時期係長職を奪われ、係長代理に降格した事もある。昇任試験に臨む真下の不合格を望む念を送ったり、直前まで部下に注意していたのと同じミスを上司の真下に指摘されたりと、嫉妬深さやノンキャリアの悲哀を感じさせる場面が度々描かれた。
夫人のアンジェラはフィンランド人。実は妻がフィンランド人だというのは当初の設定にはなく、テレビシリーズ第7話において「柏木雪乃が英語が出来る」という会話の中で佐戸井がアドリブで「僕、フィンランド語が出来るんだよ」と言ったところそれが採用され、そこから設定がどんどん膨らんで定着していったものである。主要キャスト陣で唯一劇中にキスシーンが登場するが女優ではない素人の留学生だった相手が不慣れなキスシーンを嫌がったため不満足な出来上がりになったという。平成13年8月（『THE MOVIE』と『〜 2』の間）から夫人や子供たちとは別居中とのことである。夫人役にはリアリティーを追求するため役者ではない本物のフィンランド人（フィンランドからの留学生）を起用したところ、その後役を演じた留学生が本国に帰ってしまったために出演して貰うことが出来ず、やむを得ず別居という設定になってしまったものである。
『THE MOVIE 3』では湾岸署警務課課長・警部に昇進。先述のように事務優先型の管理職であったため、この人事は天職ともいえる。『THE LAST TV』では刑事課課長となり、その後はかつての出世敵だった真下と組んで行動。最終的に中西とともにスリーアミーゴスのような派閥を形成した。『THE FINAL』では、すみれの退職の件を知りながら、青島たちには伏せていた。辞表を提出したすみれに対して、引き留めた末に「世話になったのはこちらの方だよ」と労いの言葉をかけた。
なお、世界観を共有したドラマ『 警視庁捜査資料管理室 スペシャル〜明石幸男、最後の3日間〜』の時点(2020年3月)では、部下の森下孝治が刑事課長のポストに就いているため、魚住は昇進もしくは異動している。

### 強行犯係
殺人、傷害、暴行等を担当。だが時々立件すら難しい変な事案を取り扱うこともある。
- 緒方薫については、#刑事部捜査第一課を参照。

栗山孝治
演 - 川野直輝
湾岸署刑事課強行犯係・巡査部長
昭和60年2月22日生まれ。A型。
出身地・千葉県。
最終学歴・国士舘大学経済学部卒業。
『THE MOVIE 3』から登場。2008年湾岸署に配属。冷めた性格で仕事への情熱を微塵も感じさせない男。捜査経験はほぼ皆無で青島にやる気を促されても「なにをやればいいのかわかりません」と不満と不安を軽々と口にし、青島たちを腰砕けにしてしまう、青島や夏美とは全く逆ベクトルでの問題児。
趣味および特技は情報処理技術であり、指示ナシで手持ち無沙汰の状態では常にパソコンゲームに興じて時間だけを食いつぶし、報告書すら手書きを嫌いメールを使用する。
強行犯係の中で自分が出来る事など何も無いと諦観していたが、『THE MOVIE 3』の各事件に関わっていく中で日向真奈美の信者サイトを見つけ出し、内部の電子掲示板への意図的な荒らし行為によって内部を大炎上させ、その反応から実行犯「ノライヌ」への手がかりを電脳捜査の専門家である本庁交渉課CICよりも早く見つけ出す（まさしく「釣り」上げる）という大手柄を上げる。この事によって「捜査（仕事）ってゲームよりも面白いじゃん」と仕事への手ごたえに目覚めていく兆しをみせる。
『THE LAST TV』では刑事と並行し、スマートフォンの写真アプリの開発をしていて、そのアプリが結婚詐欺殺人の被疑者のシン・スヒョンの顔を判明させるきっかけになる。
BSフジのドラマ『警視庁捜査資料管理室 (仮)』で緒方同様、同名の役で登場している。
王明才
演 - 滝藤賢一
中華人民共和国公安部・警察官 → 湾岸署刑事課強行犯係・研修生。
昭和51年11月2日生まれ。O型（※生年月日、血液型は滝藤本人と同じ）。
『THE MOVIE 3』から登場。中国の人民警察の刑事で2009年9月から湾岸署に研修にやってきた。常に鉄面皮で感情を出す事が無く、栗山と共に「自分が何をすればいいのかがわからない」状態で日々を無為に過ごしていた。日本語も理解が浅くカタコトでしゃべり、敬語も使いこなせないため同僚たちとの意思疎通があまり上手くなく、栗山と同様に青島の手を焼かす。移転作業中青島のコートを廃棄の段ボールに入れたり、『THE FINAL』では捜査本部の捜査員に差し出す飲み物としてビールを注文するなど小さなトラブルメーカーでもある。乗り物に酔いやすい体質らしく、車や船に乗ると必ず乗り物酔いを起こし、ハンカチを口に当てながら苦しんでいる。
青島・すみれと共に『THE MOVIE 3』において盗まれた「3丁の拳銃」の持ち主の一人であり、最初の事件に自分の拳銃が使われてしまった事に「自分は知らない」と無責任極まりない言葉を発するもショックを隠しきれずに今まで以上に塞ぎこんでしまう。しかし事件の最終局面で栗山が犯人たちを割り出し踏み込んだ先で、得意の太極拳を使い犯人たちを押さえ込んだ。その際に自分の拳銃を使った犯人たちに怒りを爆発させて主犯である須川を、その私怨もこめて気絶に至らしめており、自身もまた熱い刑事の魂を持つ警官である事を証明した。父親も警察官であり、子どものころに父親と撮った写真を携帯している。青島が日向真奈美を説得する任務に向かうとき、説得のアドバイスとともにそれを渡そうとしたが、やんわり突き返される。
『THE LAST TV』では日本人女性と婚約し、式が湾岸署総出で執り行われることになるが、婚約者の正体が国際指名手配中の女詐欺師「シン・スヒョン」である事が分かり、披露宴を餌にスヒョンを捕らえることになるが、ひどく落ち込んでしまう。やがて会場に現れたスヒョンを得意技のカンフーで取り押さえるも人質に取り「捕まえるなら結婚して一緒に死ぬ」と半狂乱になるが、青島の説得によりショックから立ち直る。

### 盗犯係
スリ、置き引きなどの担当。
- 森下孝治については#秋田刑務所を参照。

中西修
演 - 小林すすむ
湾岸署刑事課盗犯係長・警部補。
昭和33年4月15日生まれ。A型（※月日、血液型は小林本人と同じ）。
本籍・静岡県。自宅は埼玉県飯能市（新築）
最終学歴・日本大学商学部卒業。
特技・ギター、ボウリング、手相見
テレビシリーズ第1話から登場。勝気なすみれに手を焼きながらも彼女を頼りにしている盗犯係長。すみれを呼ぶときはいつも決まって「恩田君恩田君恩田君！」と名字を連呼する。
テレビシリーズ第3話からしばらくの間、座ったままの演技か、棒立ち状態で演技するシーンばかりになるが、これは小林が「アイドル水泳大会」で足を骨折してアクションが出来なくなったため、急遽台本を変更して対応したためである。
『THE MOVIE 2』のエンドクレジットの中で、新築中の自宅の前で記念写真を撮る中西一家が一瞬映っているが、背景に映っている家は小林が実際に新築した家である。
『THE LAST TV』では神田と真下の派閥争いに巻き込まれ、当初は天下り先に釣られ、神田と秋山を指導員に就任させるが、最終的には魚住の後の刑事課長を約束に真下と魚住のグループに入った。
演者である小林は『THE FINAL 新たなる希望』撮影終了直後の2012年5月16日に死去したため、彼が生前演じた最後の役柄となった。
武（たけ）
演 - 竹沢一馬
湾岸署刑事課盗犯係・巡査。
歳末SPから『THE MOVIE』まで湾岸署刑事として登場。
『THE MOVIE 3』では刑事を辞め料理屋で働いており、湾岸署に出前を届けにきている。これは、演じている竹沢が実際に役者を辞め料理屋の店長になった事による。エンドクレジットには竹沢が店長を務めている店がプロダクション協力として名を連ねている。
『THE FINAL』でもスリーアミーゴスらの依頼でケータリングで捜査本部に料理を振る舞う。
盗犯係刑事
演 - 北見誠
湾岸署刑事課盗犯係・巡査長。
テレビシリーズ第3・7・8話に登場。
第8話では、すみれとともに中西係長へ空き巣被害を報告した。
盗犯係刑事
演 - 山本栄治
湾岸署刑事課盗犯係。
『THE MOVIE 3』から『THE FINAL』まで登場。『THE MOVIE 3』当時は所属不明。引越し対策本部を捜査会議と称した青島に突っ込む。
『THE LAST TV』では中西係長と共に、神田元署長と秋山元副署長をエスコート。その際に山本くんと呼ばれている。
盗犯係刑事
演 - 森啓一郎
湾岸署刑事課盗犯係。
『THE MOVIE 3』から『THE FINAL』まで登場。眼鏡着用。すみれの後輩刑事。
盗犯係刑事
演 - 久保貫太郎
湾岸署刑事課盗犯係。
『THE LAST TV』『THE FINAL』に登場。

### 暴力犯係
いわゆるマル暴。誰が見ても"その筋の方々"にしか見えない。刑事課でやりたい放題の青島でさえも彼らの前ではおとなしくなるほど。『THE MOVIE 2』で青島の暴走でSATに勝ってしまい、署員全員が減俸になった際は青島を締めようとした（魚住がなだめたことで収まった）。
仙波
演 - 前原実
湾岸署刑事課暴力犯係長・警部補
テレビシリーズ第1話から『THE FINAL』まで登場。
『THE LAST TV』では王がご発注したビールを飲んで泥酔した老人をみて、知能犯係刑事(演 - 本間剛)とともに「どこでビールを入手したのか」と首を傾げた。
川村
演 - 真柴幸平
湾岸署刑事課暴力犯係・巡査部長
テレビシリーズ第1話から『THE FINAL』まで登場。黒田と同じくスキンヘッド。囲み髭。
第8話で、社会見学にきた小学生の息子から「親父頑張れ」と応援されている。
赤羽
演 - 佐藤正行
湾岸署刑事課暴力犯係・巡査部長
テレビシリーズ第1話から『THE FINAL』まで登場。オールバック。
黒田
演 - 山口年美
湾岸署刑事課暴力犯係・巡査部長
テレビシリーズ第1話から『THE FINAL』まで登場。川村と同じくスキンヘッド。
緑川
演 - 赤池公一
湾岸署刑事課暴力犯係・巡査部長
テレビシリーズ第1話から『THE FINAL』まで登場。
よく転ぶ。テレビシリーズ第2話、歳末SPでは刑事課から転びながら逃げている。『THE MOVIE 2』では道場で布団を敷いてる最中に転び、『THE MOVIE 3』では新湾岸署の防犯システムがハッキングされ作動した際にパニックになり逃げ回る際に転倒する。
その他の暴力犯 刑事
演 - 内田恵司、外川貴博、田崎敏路、石賀浩之
『THE MOVIE 3』のみの登場。

### その他の各係長
知能犯係長
演 - 安藤親広（プロデューサー）
湾岸署刑事課知能犯係係長・警部補。
『THE MOVIE 2』では、張り込み中のカジノ会場で賞品を当ててしまい、それに起因した混乱から犯人グループを見失う失態を起こしてしまう。ちなみにその商品は日産・フェアレディZ。
鑑識係長
演 - 志田尚二（持ち道具担当スタッフ)
湾岸署刑事課鑑識係係長・警部補。

### 各課長
下記のほか、魚住二郎も『THE MOVIE 3』にて湾岸署警務課課長の経験あり。
下出
演 - 清水宏
湾岸署警務課課長・警部（テレビシリーズ第1話時）。模擬取り調べに臨んだ青島に対して、ドラマの見過ぎだと嗜めた。
『湾岸署婦警物語』では警察学校の教官として登場。篠原夏美が湾岸署に配属されることを知り反応を示すと同時に、交通課配属ならば拳銃の命中率が低くても問題はないと励ました。
警務課長
演 - 山崎一
『歳末特別警戒スペシャル』で初登場。指名手配ポスター掲示の多忙さを理由にして、署長からの人員増打診に手を挙げたものの、来たのが青島と知ると押しつけ合った。一度は難を逃れたが、結局交通課から押し付けられてしまい、コピー取り・FAX流し・お茶汲み・捜査本部の資料配布を命じた。勝手に捜査した青島を最終的に生活安全課へ追い払う。
『湾岸署婦警物語』で再登場。
『THE MOVIE』にも登場。戒名検討に参加。また、副総監誘拐事件の身代金を臨時捜査費用として借り受ける要請について、神田署長を呼ぶ。その際、自分名義で借りずに済むと安堵した彼に小突かれてしまった。
高橋
演 - 田山涼成
湾岸署交通課課長・警部。
『歳末特別警戒スペシャル』で青島が湾岸署に再赴任してきた際、署長らに強引に押し切られ青島を交通課に押し付けられる。全国の年内死亡事故者総数が一万人を超えないために管内死者を出さないよう雪乃、山下らに厳命した。その後、許可なくミニパトを走らせた青島を叱責し、警務課へ追い出した。
『湾岸署婦警物語』では馴染みの土木業者に安易に道路使用許可を与えてしまい、しかもそれに伴って必要になる伝達を関係機関に行わなかったことで、結果的に逃走中の殺し屋と出会った篠原夏美を最大の危機に陥れてしまう。勝どき署から応援で来ていた桑野には手を焼いている模様。1953年生まれ。
生活安全課長
演 - 石井愃一
『歳末特別警戒スペシャル』、『湾岸署婦警物語』に登場。「青島」という言葉を聞くだけで吐き気がするほど青島のことが苦手。また、「女青島」でも吐き気を催す。
青島の配属先の押し付け合いでは、「薬と拳銃を扱っており銃撃戦が始まってしまう」という理由で固辞した。しかし、各部署からタライ流しされてきた青島を預かり、コントロールできる自信がないと弱音を吐いた。
地域課課長
演 - 山崎大輔
湾岸署地域課課長。
『歳末特別警戒スペシャル』で登場。眼鏡着用。年末で多忙な交番を理由にして、署長からの人員増の打診に真っ先に手を挙げたものの、来たのが青島と知ると一転「人手は足りている」と押しつけ合った。
『湾岸署婦警物語』にも登場。新人婦警の配属に署長や他の課長らと立ち会ったほか、行方をくらました緒方と森下を探した。
会計課長1
演 - 池田武志
『歳末特別警戒スペシャル』で初登場。署長からの人員増の打診に同じく手を挙げたものの、「青島が会計書類を見れば署長の空出張がバレる」と固辞した。
会計課長2
演 - 温水洋一
『秋の犯罪撲滅スペシャル』で初登場。監察官の来訪に慌てた神田署長に、彼の私的なハワイ出張書類を探し出し手渡した。
『THE MOVIE』にも登場。スリーアミーゴスと共に捜査本部で余った弁当を食べつつ、劇中の1ヶ月前におきたスリグループ摘発経費の詳細を追及した。
三神繁治
演 - 岡部たかし 
湾岸署会計課課長。
『THE FINAL』に登場。会計課業務の応援に来た青島に、杜撰な経費は真下署長へ報告するように伝えた。また、青島らがからあげ屋を装い張り込んだ際の売上が、経費を上回っていることも指摘した。

### 観光者相談係
お台場への観光客の増加に伴って平成14年（2002年）4月に新設された部署。その後、平成19年（2007年）5月に縮小。
山下圭子
演 - 星野有香
湾岸署会計課観光者相談係・巡査長（テレビシリーズ時は交通課・巡査）
昭和49年11月10日生まれ。AB型。
本籍・東京都。自宅は警視庁女子寮。
最終学歴・富士短期大学卒業。
資格・保母（保育士）
特技・カラオケ
テレビシリーズ第1話からの登場。交通課の時からずっと恋人がいないようで江ノ島署署長との縁談も叶わずじまい。『THE MOVIE 2』の初期のプロットの一つでは「この山下圭子が結婚し、その結婚式の最中に事件が発生するという形で物語がはじまる」というものがあったが取りやめになったという。
『THE MOVIE 2』では神田署長と不倫。発覚後は有給休暇をとってパリへ傷心旅行へ旅立っている。
渡辺葉子
演 - 星川なぎね
湾岸署会計課観光者相談係・巡査長
昭和52年1月12日生まれ。O型。
本籍・東京都。自宅は警視庁女子寮。
最終学歴・実践女子短期大学卒業。
『歳末特別警戒スペシャル』からの登場。当時は交通課・巡査
特技・日本舞踊（星名流名取）、美味しいお茶を入れること、カラオケ
吉川妙子とともに『THE MOVIE 2』で使用されている湾岸署観光者相談係のモニター映像である『お台場観光案内 - おすすめスポットランキング』にも出演している。
吉川妙子
演 - 児玉多恵子
湾岸署観光者相談係・巡査長
昭和49年5月7日生まれ。A型。
本籍・千葉県。自宅は千葉県船橋市。
最終学歴・亜細亜大学卒業（※児玉本人も亜細亜大学卒業である）。
『歳末特別警戒スペシャル』からの登場。当時は交通課・巡査
資格・普通自動二輪車運転免許、小学校教諭第1種免許
特技・インターネット、カレー作り
渡辺葉子とともに『THE MOVIE 2』で使用されている湾岸署会計課観光者相談係のモニター映像である『お台場観光案内 - おすすめスポットランキング』にも出演している。
ガールズ7
演 - 橘凜、津乃村真子、千崎若菜、広澤草、川田希、柴田かよこ、木村陽子
『THE MOVIE 2』で登場。湾岸署観光者相談係の新人婦人警官。「ガールズ7」は愛称。
この内、広澤草と川田希が演じる婦警は、『THE LAST TV』『THE FINAL』に再登場。後者は『THE LAST TV』で青島を大会議室へ連れ、王の結婚披露宴の出し物練習を紹介した。役名は設定されていないが、脚本上該当する婦警の名前は吹越まり子。

### 警務課
警察組織の運営企画、人事、福利厚生、教育、備品の整備管理、各種事務などを担当する部署。
岸本
演 - 畠山明子
湾岸警察署警務課・巡査長。
テレビシリーズでは湾岸署警務課警務係に所属。第1話ではパトカーを借りに来た青島に上司のハンコがないと貸せないと拒否する。
『湾岸署婦警物語』では交通課に転属。産休を取っており、エンディングで交通課に復帰。
『THE MOVIE 2』から再び警務課として登場。台場役員連続殺人事件の捜査本部で、地図に載っていない潜伏先候補を室井に報告した。
『THE MOVIE 3』でも青島が仕切る冒頭の新湾岸署引越し会議に登場。捜査本部設営の手伝いもしている。
警務課婦警1
演 - 川隅奈保子
湾岸警察署警務課。
『THE MOVIE 3』で初登場。当時の魚住警務課長を支え、婦警たちを束ねるリーダー的立ち位置とされている。
『THE LAST TV』『THE FINAL』にも引き続き登場。王の結婚披露宴準備の際には、爆竹を使った出し物を青島に紹介した。役名は設定されていないが、脚本上該当する婦警の名前は馬場智子。
斎藤 
演 - ミギタ明日香
湾岸警察署警務課。
『THE MOVIE 3』で初登場。
『THE FINAL』では、青島・すみれ・和久が営む唐揚げ屋の客として登場。

### 交通課
- 柏木雪乃については、#主要人物を参照。
- 篠原夏美については、#スペシャル版以降の主要人物を参照。
- 山下圭子、渡辺葉子、吉川妙子については、#観光者相談係を参照。
- 岸本については、#警務課を参照。

藤田千草
演 - かんだゆきこ
元湾岸警察署交通課・巡査。O型。
テレビシリーズ第1話からの登場。平成9年に一身上の都合により退職し、4年制大学に入学。
野添久美子
演 - 小橋めぐみ
湾岸警察署交通課・巡査長
『THE LAST TV』に初登場し、『THE FINAL』では、6年前の幼女誘拐殺人事件が発生した当時、北品川署に勤務しており、頻繁に捜査状況を確認しに来る鳥飼を記憶していた。その事実により、今回の一連の事件に、鳥飼が関与している事が判明するきっかけとなった。
BSフジのドラマ『警視庁捜査資料管理室 (仮)』では勝どき署総務課庶務係に異動しており、本人は『THE FINAL』の一連の事件の捜査本部で不用意な発言をしたのが原因だと思い込んでいるが、真相は不明である。

### その他の湾岸署署員（複数回登場）
単話登場の署員については#ゲストを参照。
婦警
演 - 井上美紀
テレビシリーズ・スペシャル版各話に出演テレビシリーズ登場回は1,3,5,8,10話。110番受理台から事件発生を伝達している。
警察官
演 - 林和義
テレビシリーズ第1話の捜査第一課現場検証にて室井慎次を犯行現場まで案内した警察官。
『歳末特別警戒スペシャル』では青島が生活安全課勤務時に鏡恭一を青島の席まで連れてくる。
『THE MOVIE 2』ではレインボーブリッジの封鎖許可を待つ警察官として登場。
『THE FINAL』では青島に自転車を持っていかれる。
警察官
演 - 増田英治
各話に度々登場。
婦警(元・女子高校生)
演 - 小松彩夏
『THE MOVIE 2』で初登場。当時は女子高校生。台場連続婦女暴行事件の被害者の1人。
『逃亡者 木島丈一郎』では木島と遼が逃亡開始前に立ち寄ったファストフード店「フレッシュネスバーガー」の女性店員として登場。作中で約1年しか経っていないためか、首筋に噛まれた痣が確認できる。
『THE LAST TV』からは女性警察官として再登場し、同僚達とチャイナドレス姿を披露。『THE FINAL』でもその姿を見ることができ、交通課にて野添と『ブレードランナー』をオマージュした掛け合いをしている。
婦警
演 - 鄭亜美
『THE MOVIE 3』で初登場。
『THE LAST TV』『THE FINAL』にも引き続き登場。湾岸署特別引き出物の準備が進む交通課にて、自分の帽子が見当たらず探している 。
婦警
演 - 荻野友里
『THE MOVIE 3』で初登場。
『THE LAST TV』『THE FINAL』にも引き続き登場。
婦警
演 - 東加奈子、平田薫、神農幸、柊瑠美、山本真由美、小泉麻耶、川村紗也、谷麻紗美、水野綾子、一双麻希、丸山陽子、葉加瀬マイ、新生かな子、渡部彩、吉田エマ、茨木菜緒
『THE LAST TV』初登場、『THE FINAL』にも登場する。
地域課警察官
演 - 大和田健介
『THE LAST TV』初登場、『THE FINAL』にも登場する。かつて緒方、森下がやっていた湾岸署玄関の立ち番の地域課警察官として出演。物語終盤、湾岸署から帰る室井に「おつかれさん」と挨拶され、敬礼した。
演者は、安住 武史 役の大和田伸也と実の親子。

## 警視庁
※ 氏名の不明な人物については、役職で現しているが、テレビシリーズなどで登場し、その後の動向が不明な人物は、現在は表示されているものとは別の役職についていたりすでに退職している可能性がある。
島津
演 - 浜田晃
警視庁生活安全部 部長・警視長
| 経歴 | - 警視庁 刑事部 捜査第一課 課長・警視正 - {テレビシリーズ、歳末SP、秋SP、THE MOVIE} - 警視庁 生活安全部 部長・警視長 {容疑者} |
当初（テレビシリーズ第1話から『THE MOVIE』まで）は、警視庁刑事部捜査一課課長・警視正だった。
真下第一方面本部長とは旧知の仲で昔世話になった様子。神田署長と警察学校時代の同期。本庁側で部下の室井や新城らと行動することが多いが、ノンキャリアであるため、彼らを丁重に扱うしかなかった。室井に対しては『これはあなたのミスだ』と厳しい態度を見せることもあったものの、東大卒で将来の幹部候補筆頭だった新城に対しては一回り以上年下なのに手を焼いていた。そのためか、すみれに対しても敬語で接したり、同期である神田署長ともタメ口で親しく接したりと横柄な態度をとることはなく、和久からもタメ口で接されていたが、不快感を示すこともなかった。THE MOVIEで青島が重傷を負ったと知った際も驚きを隠せなかった様子である。
『容疑者 室井慎次』では順調に出世し、ノンキャリア最高峰、警視庁生活安全部長になっており、安住に従う警視庁幹部の1人として登場。
一倉正和
演 - 小木茂光
警視庁刑事部捜査第一課強行犯捜査担当管理官・警視正
| 年                   | 配属先                  | 部署・階級(備考/登場作)                                     |
| -------------------- | ----------------------- | ----------------------------------------------------------- |
| 1986年3月            | --                      | 東京大学 法学部 卒業                                        |
| 1986年4月            | 警察庁                  | 入庁 (国家公務員Ⅰ種)                                        |
| 1986年7月            | 福井県警察 福井南警察署 | 地域課・警部補                                              |
| 1987年4月            | 警察庁                  | 刑事局 刑事企画課・警部                                     |
| 1990年7月            | 秋田県警察              | 捜査第二課 課長・警視                                       |
| 1992年4月            | 外務省                  | 中米課                                                      |
| 1995年2月            | 警視庁                  | 生活安全部 薬物銃器対策課 管理官・警視正 { テレビシリーズ } |
| 1997年4月            | 警察庁                  | 情報通信局 管理課 課長・警視正                              |
| 1999年11月           | 警察庁                  | 中国管区警察局 広域調整部 部長                              |
| 2000年7月            | 警察庁                  | 警備局 外事課 課長                                          |
| 2001年10月           | -                       | 海外短期研修出張 (14日間:フランス・パリ警察)                |
| 2002年1月            | 警察庁                  | 長官官房 国際第一課 課長補佐                                |
| 2003年4月            | 警視庁                  | 刑事部 捜査第一課 課長・警視正 { MOVIE 2・容疑者 }          |
| ? (2005年 2月より後) | 警視庁                  | 刑事部 国際捜査課 課長・警視正                              |
| ? (2010年 3月より前) | 警視庁                  | 刑事部 捜査第一課 管理官・警視正 { MOVIE 3 }                |

昭和38年11月28日生まれ。B型（月日、血液型は小木本人と同じ）。
本籍・神奈川県。自宅は公務員宿舎。
最終学歴・東京大学法学部卒業。
家族構成・妻、娘。
特技・剣道、バスケットボール。
テレビシリーズ第6話で初登場。室井と同期のキャリア。当時は警視庁生活安全部薬物対策課の管理官として大麻の密輸ルートを内偵中に湾岸署と関わり、対立することになる。
その後、警察庁情報通信局管理課課長、中国管区警察局広域調整部長、警察庁警備局外事課長、警察庁長官官房国際第一課課長補佐と順調に出世していたが、過去の部下の不祥事（横領事件）が発覚したため責任をとらされて降格し、『THE MOVIE 2』では本来ノンキャリアがつくべきポジションである警視庁刑事部捜査第一課長として登場した。この時は沖田仁美が異常な越権行為を働いたためか、所轄を見下す態度を示すことはなかった。
『容疑者 室井慎次』にも登場し、安住に従う警視庁幹部の1人として、新城と対立し、室井を苦しめる。ただし、再度所轄を邪険に扱っていたものの必ずしも室井とは対立しておらず、「お台場連続殺人事件」の被疑者検挙に対し本庁の意向に反する指示を出す室井を半ば黙認するところや、その後の室井を心配する一面もうかがえた。
『THE MOVIE 3』では更に降格した捜査第一課管理官として登場。再々度所轄を邪険に扱い、鳥飼の不注意での負傷を契機に青島を罵倒している。本来ならば、同期の室井と同じく「警視監」階級に昇級し、相当役職についているはずなのだが、「警視正」のまま管理官に据え置かれている。その為、同じ東大閥であるキャリア後輩である新城・沖田にも昇級の面で後れを取っているが、現実的には起こりえない事である。パンフレットでは、『容疑者〜』における権力闘争で自身の支持した安住副総監が長官への出世レースに敗れたこととの関連性を仄めかされている。
新城や沖田のように東大閥として順調に出世していたにもかかわらず、部下の不始末により警察庁長官官房国際第一課課長補佐から刑事部捜査第一課長へ、更には捜査第一課管理官へと降格しており、つくづく部下運の無いキャリアでもある。
嫌いな食べ物は、最中(『THE MOVIE 2』にて交通課と女性警察官らがレインボー最中からレインボーせんべいに変更シーンがある)

### 幹部
吉田敏明
演 - 神山繁
警視庁副総監 ・警視監 → 退官
昭和14年1月16日生まれ。AB型。
本籍・広島県（神山本人も広島県出身）。自宅は港区。
最終学歴・横浜国立大学経済学部卒業。
『THE MOVIE』で初登場。平成9年10月から副総監に就任。息子が警察内の隠語を使って「自分の父親は会社の副社長だ」と周囲に語っていたことからその同級生である坂下始らによって一般企業の副社長と間違えられ誘拐される。事件解決後には、スリーアミーゴスに『青島という刑事は大丈夫かね?』と尋ねるなど青島を警察幹部で唯一気にかけてくれていた。
和久と昔なじみ。若い頃に室井と青島と同じように捜査本部にやってきた管理官と所轄の捜査員という立場で出会い、当初は激しくぶつかり合ったがその後分かり合う仲になった。互いに組織改革を目指したものの、『THE MOVIE 2』の事件直後に退官した。『THE MOVIE 2』では、北海道警にいた室井を警視庁に戻らせ、警視から警視正に再昇進させた。また、SAT公開オペレーションを観覧したのち、和久に退官の報告をしに湾岸署を訪れた。
吉田の実母は青島がお守りをもらったという「吉田のお婆ちゃん」。2人の息子がいる。
川野純一郎
演 - 川辺久造
警視総監 → ？
編集の都合のため『秋の犯罪撲滅スペシャル』の完璧版で初登場（また、出演は無いものの、『歳末特別警戒スペシャル』での青島の辞令や、『湾岸署婦警物語』で篠原夏美が受け取った表彰状の警視総監の名前も「川野純一郎」となっている）。すみれと純子の接触を抑えよと室井に指示を出す。
『THE MOVIE』では本庁に設置された指揮本部から各幹部を指揮した。円卓の席は、多田野刑事部長の右隣。身代金の不足分をどの組織が捻出するかで、警察庁長官と押し問答する。青島の安否について気にも留めなかった。
なお、『THE MOVIE 2』の時点（作中5年後、2003年11月）では、別の人物（演 - 江原達怡）が警視総監のポストに就いている。
警視庁刑事部長 テレビシリーズ
演 - 佐々木敏
テレビシリーズ第3話で初登場（また、出演は無いものの、テレビシリーズ第1話の袴田課長の台詞中でも接待相手として言及されている。）。建設省の深見と同級生で事件揉み消しを室井に押付けた。階級は警視監。
テレビシリーズ第8話にも登場し、室井に科捜研のプロファイリングチーム導入を通達した。
『歳末特別警戒スペシャル』時点（作中10ヶ月後、1997年12月）では、別の人物（演 - 西岡徳馬）が刑事部長のポストに就いている。
多田野
演 - 河西健司
警視庁刑事部 部長・警視長 → ？
『秋の犯罪撲滅スペシャル』で初登場。初回版では都合により出番がカットされていたが、完璧版で出演。
『THE MOVIE』では公開捜査になった副総監誘拐事件のマスコミ発表を行う。円卓では、川野警視総監と警察庁官房長の間に連座。誘拐事件の身代金五千万を警察庁の公費で出すように要請したり、犯人の確保を所轄ではなく捜査一課2係(SIT？)にさせるように提案したりした。青島の安否について気にも留めなかった。
『THE MOVIE 2』ではSAT公開オペレーションの本部長を務め、テロリスト役の湾岸署員の浮かれた様子に憤った。
(『逃亡者 木島丈一郎』・『交渉人 真下正義』では刑事部長を町屋に渡し、)『容疑者 室井慎次』では再び刑事部長として安住副総監の右腕として動く。
なお、『THE LAST TV』（作中7年後、2012年11月）時点では、後述の中島雄二が刑事部長のポストに就いている。
菅野
演 - 矢島健一
警視庁警備部 部長・警視長
| 経歴 | - 警視庁 公安部 部長 {交渉人} - 警視庁 警備部 部長 {容疑者} |
『交渉人 真下正義』で初登場。当時は警視庁公安部長。室井の報告を受けて弾丸ライナーの特捜本部を公安部で例外的に設置、記者クラブへの報道規制を要請した。交渉課を推進した室井に対して厳しい言葉を投げかける。
『容疑者 室井慎次』では、安住副総監の側近の一人である警備部長として再登場。
中島雄二
演 - 平井真軌
警視庁刑事部 部長
『THE LAST TV』に登場。警察庁の応接室にて、シン・スヒョンを確保できれば国際犯罪指定捜査室が発足できる、と室井に話す。
なお、上記の台詞はシナリオ上では池神の台詞。反対に、『THE FINAL』冒頭で鳥飼と話す池神の台詞は、もともと中島の台詞である。エンドクレジットにも演じる平井が記載されている。
浜口満
演 - 永野典勝
警視庁警務部 監察室長
『THE LAST TV』で中島刑事部長とともに初登場。国際犯罪指定捜査室の実態が「個人・企業の資産、預貯金の動きの把握」であることを室井に明かす。形式上は、後述の福田とあるの部下。
なお、当該の台詞は、シナリオ上は安住次長のもの。
『THE FINAL』でも警察幹部の1人として円卓会議室に詰める。
福田徹
演 - 山路和弘
警視庁警務部 部長
劇中では警察庁の円卓会議室にて、事件の詳細や捜査の進捗を伝える役割を担う。
『THE LAST TV』で初登場。シン・スヒョンによる騒動を国際的な謀略と断じる中国警察の抗議に、強い憤りを示した。
『THE FINAL』では、室井や池神長官へ「台場海浜トンネル拳銃殺人事件」の詳細を浜口監察室長とともに伝える。6年前の事件の顛末に池神が関与していたことを知った際には、冷ややかな視線を送った。終盤の謝罪会見ニュースにも姿が確認できる。

### 刑事部捜査第一課
緒方薫
演 - 甲本雅裕
湾岸署刑事課強行犯係主任・巡査部長 → 勝どき署総務課長・警部→警視庁刑事部捜査一課・警部補。
昭和45年6月26日生まれ。B型。
本籍・岡山県（甲本本人も岡山県出身）。自宅は湾岸署待機寮。
最終学歴・国士舘大学政経学部卒業。
資格・柔道三段
特技・剣道（甲本本人は四段である）、合気道、空手、ボクシング、短距離走、バドミントン
テレビシリーズ第1話から登場。当時は湾岸署の地域課勤務で主として湾岸署の玄関で立ち番をしていた。その後青島刑事に憧れて刑事に出世する。機動隊にいたことがあり、あらゆる格闘技に精通している武闘派。
平成10年10月に一度刑事見習いになるが、まもなく再び地域課に戻る。その後、平成10年12月に刑事課強行犯係（見習い）になり、平成15年4月に刑事課盗犯係になる。
森下とは仲は良いものの、どちらが先に刑事になるかとライバル視していた。その後、共に刑事になった後も、なおもライバル関係は続いている。
『THE MOVIE』で不祥事を起こした神田署長に対し「（取調室に）行きなさい」と言うおいしい役回りを貰った。しかし同じセリフを『THE MOVIE 2』では真下に、『THE MOVIE 3』では神田署長本人に言われてしまっている。
『交渉人 真下正義』では森下とともに爆弾魔による地下鉄占拠事件（TTR事件）のための検問にかり出されている。さらに『警護官 内田晋三』では検問中に検問の手前でUターンした内田晋三を不審者と間違え確保してしまう。
『THE MOVIE 3』では、盗犯係から前作まで森下が所属していた強行犯係に異動。
同じ本広克行が総監督を務めるBSフジのドラマ『警視庁捜査資料管理室 (仮)』時点では勝どき署の総務課長・警部となっており、湾岸署時代に負った怪我が元で刑事を辞めている。また入院していた際に、東日本大震災の被災地応援で知り合った看護師（バツイチ子持ち）と再会、結婚している。
『室井慎次 敗れざる者』では、警視庁捜査一課に所属。秋田で発生した死体遺棄事件の実況見分に赴いた際に、帰郷した室井と再会。室井を今でも「管理官」と呼んでいる。同行する他の一課の捜査員を束ねていることから、位の高いポジションにいることが窺える。
桜章太郎
演 - 松下洸平
警視庁刑事部捜査第一課
『室井慎次 敗れざる者』および『室井慎次 生き続ける者』で登場。北大仙署に設置された特別捜査本部の一員。新城からの依頼を受け捜査協力することになった室井の、案内役を担当する。
これまでの本庁捜査員と比べると所轄寄りの考え方を持っており、その風貌はさながら青島のそれである。
また、犯人たちのやり取りを妄想して口に出したり、日向真奈美の動向について自身の空論的な推理を述べるなど、ポエマーな面がある。
益本捜査員
演 - 中根徹
階級は警部補。
テレビシリーズ第1話では機動捜査隊所属だったが、第4話では捜査第一課に所属。第9話では、室井に事件情報の報告を怠ったために青島が刺されることとなる。他の捜査員同様、所轄の刑事を低く見ており特に青島には大声で怒鳴ったり、電話口で露骨に不快な態度を示すなど、青島が大嫌いらしい。第4話では逮捕された際の点数や連行時の報道陣の花道をどう通るかなどを話すなど出世欲にあふれた姿を見せていた。
『秋の犯罪撲滅SP』、『THE MOVIE』、『THE MOVIE 2』にも登場。この時には捜査中に気を抜いていた青島を睨みつける場面もあったが、沖田に怒りをぶつけた和久を他の一課の刑事と共に止めに入っていた。『逃亡者 木島丈一郎』では、直属ではないにしろ上司である木島や眉田にも大きな態度をとる典型的な「悪役」。同作での台詞から、殺人犯捜査第1係の所属とみられる。
なお、基本的に捜査第一課の刑事（田中哲司等）は全員（捜査員1だけはカバンを持ったり何かと従順であったが）室井に対して、「田舎の小僧」と陰口を叩くなど密かに反感を抱いているようである。
本庁捜査員
演 - 偉藤康次
テレビシリーズ第1話、第2話、第5話、第8話、第9話、第11話（最終話）に登場。眼鏡をかけた色黒の捜査員。
その後、『歳末特別警戒SP』、『初夏の交通安全SP』、『秋の犯罪撲滅SP』、『THE MOVIE』、『THE MOVIE 2』にも再登場する。『THE MOVIE 2』では沖田に怒りをぶつけた和久を止めた際に『和久さん』と敬称を付けて呼んでいた。
本庁捜査員
演 - 渥美博
一課で唯一室井に従順。テレビシリーズ第1話、第2話、第5話、第8話に登場。
その後、『歳末特別警戒SP』、『初夏の交通安全SP』、『THE MOVIE』、『THE MOVIE 2』にも再登場する。
本庁捜査員
演 - 田中龍
テレビシリーズ第1話、第5話、第8話に登場。眼鏡着用。
その後、『歳末特別警戒SP』、『秋の犯罪撲滅SP』、『THE MOVIE 2』にも再登場する。
本庁捜査員
演 - 加藤満
テレビシリーズ第1話、第2話、第5話、第8話、第11話に登場。眼鏡着用。
第11話では、他の捜査員らと共に被疑者の安西を取り囲んだのち、銃を取り上げた。
その後、『歳末特別警戒SP』にも再登場する。
本庁捜査員
演 - 三浦賢二
テレビシリーズ第1話、第5話に登場。眼鏡着用。第1話で室井に『田舎者の小僧が』と最初に陰口を叩いた。
本庁捜査員
演 - 田中哲司
テレビシリーズ第4話、第9話に登場。益本との会話によると、彼から指示を受ける立場の模様。益本同様に報道陣の花道をどう歩くかを話すなど出世欲にあふれた姿を見せていた。
細川典文
演 - 貴山侑哉
『歳末特別警戒SP』で初登場した新城の部下。フィンランド語が理解でき、スリグループの外国人と会話した。
『THE MOVIE 3』では一倉の部下として13年ぶりに登場。
『THE FINAL』では鳥飼の部下として登場。
本庁捜査員
演 - 西ノ園達大
『THE MOVIE』で初登場。副総監誘拐事件において、吉田副総監の息子が友人らに「副社長の息子」と自称していたことを掴んでいながら、重要視せずに捜査本部へ報告していなかった。
『THE LAST TV』および『THE FINAL』にて、14年ぶりに再登場。
本庁捜査員
演 - 眞島秀和
『THE MOVIE 2』で初登場。台場役員連続殺人事件の捜査会議で、他の捜査員らとともに報告をあげる。
『逃亡者 木島丈一郎』では、台東署管内で起きた警察官殺害事件の特別捜査本部にて、稲垣管理官のもと、益本と共に行動する。益本の台詞から殺人犯捜査第1係の所属とみられる。
本庁捜査員
演 - 浜田学
『THE MOVIE 3』で初登場。家宅捜査にきた青島・和久伸次郎に対して、本庁と所轄の2人1組で行動する取り決めに反していることを責め立てた。
『THE LAST TV』、『THE FINAL』にも登場。
- 演じる浜田学は、島津捜査一課長を演じた浜田晃と親子二代でのシリーズ出演である。

本庁捜査員
演 - 佐藤誠
『THE MOVIE 3』で初登場。
『THE LAST TV』、『THE FINAL』にも登場。
本庁捜査員
演 - 大波誠
『THE MOVIE 3』で初登場。
『THE LAST TV』、『THE FINAL』にも登場。
本庁捜査員
演 - 迫田孝也
『THE MOVIE 3』で初登場。
『THE FINAL』にも登場。

### 刑事部捜査第一課第一特殊犯捜査 一 - 二 係
いわゆる刑事部の特殊部隊SIT。誘拐、立て籠もり、医療過誤捜査を担当。劇中では第一特殊犯捜査を主としている。スピンオフ作品の主人公の木島丈一郎が所属しているが、木島登場以前の『THE MOVIE時点』から登場している。
木島丈一郎
演 - 寺島進
警視庁刑事部捜査第一課第一特殊犯捜査一係 (SIT) 係長・警視。
浅尾裕太
演 - 東根作寿英
警視庁刑事部捜査第一課第一特殊犯捜査一係  (SIT)・警部。
『交渉人 真下正義』で初登場。木島とは対照的に、極めてまっとうな刑事のいでたちをしている。『逃亡者 木島丈一郎』の事件の2ヶ月前に異動で木島の部下になったばかりで、いつも木島に振り回されている。『逃亡者〜』では逃避行を続ける木島を追跡し、『交渉人〜』では木島とともに地上班の一員として弾丸ライナーを追跡した。
『前日も交渉人 真下正義』では真下に頼まれ、交渉課準備室の最終試験に協力する。所属が違うにも関わらず、面倒見よく試験官を務めた。
『THE MOVIE 3』にも木島と共に登場し、須川圭一の自宅を家宅捜査した。
基本的には穏やかで真面目な性格だが時々逆ギレする。妻（婚約者?）に逃げられたらしい。また、『深夜も踊る大捜査線 THE FINAL』では湾岸署、かちどき署の婦警に対し女好きな一面を見せた。
ドライバー
演 - 野呂慎治
木島と浅尾が乗る車両のドライバー (階級や所属は明言されていない)。
『交渉人 真下正義』で初登場。木島の勘や交渉課準備室の情報をもとにクリスマスイブの東京を走り回り、弾丸ライナーを追跡した。停車して木島や浅尾が車から離れた際には、必ずトイレで用を済ませるようにしている。
『逃亡者〜』と『深夜FINAL』にも登場。
木島車のナンバーは、｢品川500 つ 49-48｣。
- 演じる野呂は、カーアクションスタントの第一人者であり、踊る大捜査線シリーズにもカースタントとして名を連ねている。

仁狩英明
演 - 西村直人
警視庁刑事部捜査第一課 管理官
『室井慎次 敗れざる者』および『室井慎次 生き続ける者』で登場。北大仙署の捜査本部で指揮を執る。眼鏡をかけ、SITのロゴが入ったジャンパーを羽織っている。これまでシリーズに登場した管理官と同様に、高圧的な態度。
警察を辞め民間人となった室井が捜査に参加することを快く思っていない。

### 刑事部交渉課
警視庁初の交渉人・真下を中心として発足した本作独自の部署。当時、刑事部の管理官であった室井により推進された。2004年当初は準備室の段階であったものの、警察署内裏金事件や地下鉄乗っ取り事件などで実績を重ね、2005年4月に正式発足に漕ぎつけた。設立オリジナルメンバーは、真下、小池、倉橋、宮武、渡辺、三島、上戸の7名。本項では、共同で捜査に当たり、無線確保と情報解析を担当するセントラル・インフォメーション・センター(CIC)の人員についても記載する。
倉橋大助
演 - ムロツヨシ
警視庁刑事部交渉課 課長補佐・警部
12月23日生まれ。警視庁刑事部捜査第一課特殊捜査班の浅尾とは同期。専門分野は無線・情報解析を担当し、小池の課長昇進後にCICルーム係長・課長補佐へ出世。
『交渉人 真下正義』・『前日も交渉人 真下正義』で初登場。当時の階級は警部補。交渉課準備室設置当初から真下の直属の部下としてサポートする。『交渉人〜』作中では総合司令室に集められたあらゆる無線を一手に統括した。
その2ヶ月前の出来事である『逃亡者 木島丈一郎』では、稲垣管理官の下、木島の逃亡ルートの分析を行なうほか、同時に警察署内裏金事件で隠されていた極秘の裏帳簿を探し当てた。真下の指示に従う過程で、爆弾処理班の眉田や小料理屋の鵜飼美津子とも対面している。
『THE MOVIE 3』にも登場し、小池と共に犯人との交渉に当たる。
『THE FINAL』でも小池、渡辺らと共に捜査本部に登場し、小池が捜査から外れた後、本部長に就任した室井に6年前担当した誘拐事件の情報を伝え、久瀬が事件を再現していることが発覚する。
宮武久美子
演 - 神野美紀
警視庁刑事部交渉課CICルーム（オペレータ）・警部
『交渉人 真下正義』・『前日も交渉人 真下正義』で登場。階級や年齢が上ということもあり、CICの陰のまとめ役。
交渉課準備室発足当時は、そもそも交渉兼突入のSITがあるので交渉課準備室の必要性はないと述べていた。データの検索、照合、全捜査員への羽田裕一の情報の通達を行った。羽田裕一が既に死亡している事実を確認し、愕然とする。
裏設定によると、30代後半。かつては女性登用の流れで出世コースにいたものの、はっきりした物言いが起因して乗り遅れてしまった。ただし当の本人は「わたしは自分のやり方でやる」と気にしていない模様。課長の真下からはCICの精神的なまとめ役を期待され、自らより階級が低い倉橋からは役職が逆転しているためタメ口をきかれている。
渡辺敬祐
演 - 石田剛太
警視庁刑事部交渉課CICルーム（オペレータ）・警部補
『交渉人 真下正義』・『前日も交渉人 真下正義』で初登場。CICのムードメーカー。捜査では弾丸ライナーの携帯電話中継ポイントを探った。
裏設定によると、怒鳴られても平然としているほど非常にマイペースな性格で、そのことからむしろ警視庁内の各部署でうまくいかなかったとのこと。倉橋とは普段から飲みに行くほど仲が良い。
『THE MOVIE 3』『THE FINAL』にも小池、倉橋と共に登場する。真下の息子が誘拐された際には、室井に6年前の事件について語った。
- 演じた石田は、ヨーロッパ企画所属の本広組常連俳優。

三島希美
演 - 清水智子
警視庁刑事部交渉課準備室CICルーム（オペレータ）・警部補
『交渉人 真下正義』・『前日も交渉人 真下正義』で登場。CIC随一の頭脳の持ち主。雪乃の対応に窮する真下を見た際には、｢恋人の説得は交渉の基本｣と満面の笑みで語っている。『前日も交渉人〜』にて倉橋とぶつかった際にコンタクトを落として踏み壊されてしまい、以降は眼鏡を着用している。
裏設定によると、年齢は25歳ほどで、女性キャリアに憧れてるフシがある。常に的確で頭脳明晰な重要人材。内向的で影が薄い 。
上戸伸也
演 - 古山憲太郎
警視庁刑事部交渉課準備室CICルーム（オペレータ）・警部補
『交渉人 真下正義』・『前日も交渉人 真下正義』で初登場。非常に無口で、稀に口を開くたびに同僚から驚かれている。木島に容疑者の選定を急かされた際、「こっちも精一杯やってんスよ！」と激昂しその際に木島に酒を誘われ、行きたいと小池に対して反応を示していた。その後、弾丸ライナーと一致する声紋をデータベースから発見し、小池から「無口だけど良い奴だな」と称賛された。エンドロールでは、笹塚の店で打ち上げする木島と交渉課準備室の面々(真下除く)の写真が流れた。
『逃亡者 木島丈一郎』では、真下が電話で指示をだす傍で、機材搬入を行っていた。
裏設定によると、無口だが内面は実は熱血漢で青島なら近いという。不器用ながら、ひとつのことを突き詰めて作業するのが得意。性格から警視庁内では不気味がられていた。
交渉課（東陽町駅員A）
演 - 酒井善史
警視庁刑事部交渉課
『交渉人 真下正義』にて、TTR東陽線東陽町駅の駅員のひとりとして登場。駅に現れたクモE4-600に対して他の駅員と異なり動揺せず、職務をこなした。
『THE MOVIE 3』では、正式発足した交渉課のメンバーとして登場。上述の駅員と同一人物であるかどうかは明言されていない。
- 演じた酒井は、ヨーロッパ企画所属の本広組常連俳優。

森三佳
演 - 黒岩三佳
警視庁刑事部交渉課
『THE MOVIE 3』で初登場。盗難拳銃殺人事件の交渉をサポートする。
『THE FINAL』にも、前作では掛けていなかった眼鏡姿で再登場。今作にて氏名も設定されている。倉橋、渡辺とともに6年前の出来事について語った。

### 警備部爆発物処理班
眉田克重
演 - 松重豊
警視庁警備部特科車両隊(機動隊)爆発物処理班 班長・警視
SAT中隊長の草壁とSITの木島とは同期。テレビシリーズ第2話で初登場。和久の健康椅子の爆弾を解除するため出動するが、レインボーブリッジで渋滞に巻き込まれた。到着後は爆弾を解除し、本庁へ報告する。
『交渉人 真下正義』ではクライマックスシーンで爆弾を処理するため再登場。この時から、妻からもらった御守りも持ち歩き、爆弾処理をしている。笹塚の小料理屋「笹美」の常連でもあり、木島や草壁とは飲み友達。木島の事を「きじやん」と呼ぶ。
『逃亡者 木島丈一郎』では部下と共に『笹美』に居座り、電話連絡などで木島をバックアップした。仕事前には部下と共に「うぃーす」と気合いを入れる。彼の会話は木島や美津子曰く、「『爆弾』なしの会話がない」。爆弾処理後の決めぜりふは「一丁上がり!」。怒ると「爆弾で吹っ飛ばすぞ!!」と言う。
『THE MOVIE 3』では、湾岸署に仕掛けられたソマンガスタンク解体のために出動を要請され、無線で伸次郎に指示を与えた。
テレビシリーズより役名が無かったが、2010年6月、公募により13年越しで名前がついた。この名前は演じる松重豊の名のアナグラムになっている。
『深夜も踊る大捜査線 THE FINAL』では家族に促されたうえ、老眼が進んでいるため爆発物処理班班長を辞める意向であることを話した。本人曰く爆弾解除は大丈夫だと思う事が肝心。
爆発物処理班 隊員A
演 - 永峰寛 
警視庁警備部特科車両隊(機動隊)爆発物処理班
眉田の部下で、金髪ソフトモヒカンの隊員。『交渉人 真下正義』で初登場。
コンサートホールに仕掛けられた爆弾解除のため出動した。起爆装置の解除を「勘」でやるかと尋ねて、眉田班長に怒鳴られる。
『逃亡者 木島丈一郎』と『深夜も踊る大捜査線 THE FINAL』にも登場。小料理屋「笹美」の常連である模様で、隊員仲間らと黒ひげ危機一発に興ずる。
爆発物処理班 隊員B
演 - 平山祐介 
警視庁警備部特科車両隊(機動隊)爆発物処理班
眉田の部下で、屈強な黒髪の隊員。『交渉人 真下正義』で初登場。
コンサートホールに仕掛けられた爆弾解除のため出動した。ホールの広さに音を上げる。
『逃亡者 木島丈一郎』と『深夜も踊る大捜査線 THE FINAL』にも登場。小料理屋「笹美」の常連である模様で、隊員仲間らと黒ひげ危機一発に興ずる。

## 警察庁

### 幹部
池神静夫
演 - 津嘉山正種
警察庁長官 → 辞職
| 経歴 | - 警察庁 警備局長 {歳末SP} - 警察庁 刑事局長 {秋SP、THE MOVIE} - 警察庁 次長 {容疑者、FINAL 回想} - 警察庁 長官 {MOVIE 3、LAST TV、FINAL} - 辞職勧告 {FINAL} |
『歳末特別警戒スペシャル』で初登場。当時は警察庁警備局長で室井直属の上司。室井と共に異動している。立てこもり事件が発生した湾岸署への秘密部隊・SAT出動は難しいとしつつも、「役所のやり方」で警視庁と連絡をとった。監察では所轄のことを低く見ており上層部には手心を加えている。自身の権力と地位への執着心が非常に高く、常に自己保身を第一に考えた卑劣な手段ばかりを使う警察官僚。
『秋の犯罪撲滅スペシャル』、『THE MOVIE』では、警察庁刑事局長に就任（設定上は吉田敏明から引き継ぐかたち）。両作では眼鏡を外した彼の姿を見ることができる。『秋の犯罪撲滅スペシャル』では、首席監察官の室井にすみれを逃亡扶助の疑いで監視させ、青島らとの軋轢を生む原因を作る。
『THE MOVIE』では室井を最も苦しめる命令を下した上、警視庁に設置した指揮本部の指示に逆らった室井を査問委員会に喚問し、北海道警に飛ばし一階級降格させた。事件が解決すると、青島の安否を気に留めずに会議室を退出してしまった。その後、記者会見にて犯人の素性をマスコミに発表した。
『容疑者 室井慎次』では警察庁次長として登場し、再度室井を利用して、警察庁長官の座をめぐり警視庁の安住副総監と対立する。熾烈な争いの末、痛み分けのカードとして室井の辞職を提示した。
『THE MOVIE 3』では警察庁長官として再登場、室井の利用価値を重視しているのか、広島から呼び戻し榊原の後任の長官官房審議官のポストを与え、またしても、犯罪者の解放という室井を苦しめる選択を与える。
『THE LAST TV』でも政府与党の意向で動いており、個人や企業の資産情報を収集する「国際犯罪指定捜査室」室長のポストを室井に用意した。また、室井にすみれとの縁談を薦める意外な一幕も見せた。
『THE FINAL』の事件では、退官を目前に控えているため、自分と安住の保身のため、警察官である久瀬らの犯行を隠蔽し、青島と室井に全責任をなすりつけるというトカゲの尻尾切りにも似た対応を選択。また、次長時代に北品川少女誘拐事件で真下に交渉課の撤収を指示し、最終的に鳥飼の姪を殺害させた張本人でもあるが覚えておらず、思い出しても「規則に従ったまで」と弁解するも、鳥飼によるマスコミへの隠蔽情報リークにより、安住共々逆に辞職勧告を受ける事となる。
安住武史
演 - 大和田伸也
警察庁次長・警視監 → 辞職
| 経歴 | - 警察庁 警備局長 {THE MOVIE} - 警察庁 刑事局長 {MOVIE 2} - 警視庁 組織犯罪対策部長・警視監 {交渉人} - 警視庁 副総監・警視監 {容疑者} - 警察庁次長・警視監 {LAST TV、FINAL} - 辞職勧告 {FINAL} |
『THE MOVIE』で初登場。当時は、警察庁警備局長として公安に事件の独自捜査を命じた。事件が解決すると、青島の安否を気に留めずゴルフの素振りをしながら会議室を退出した。
『THE MOVIE 2』では同刑事局長として広報とイメージアップの目的で沖田仁美を捜査本部長に指名した。事件解決後には、警視総監賞授与式にも臨席。
警察庁の池神とは同期ではあるが事実上彼の後を継いでいる。
『交渉人 真下正義』では新設の警視庁組織犯罪対策部長として、クモE4-600地下鉄暴走事件を含む“弾丸ライナー”事件の対策本部を仕切る。真下の適正と過剰な露出に苦言を呈した。
『容疑者 室井慎次』では警視庁副総監として、警察庁長官の座を巡り警察庁の池神次長と対立する。
『THE LAST TV』では警察庁次長となっている。
『THE FINAL』では自らの保身のため、池神らと事件の隠蔽に走り、室井や青島を苦しめるも、鳥飼によるマスコミへの情報リークにより、池神共々辞職勧告を受ける事となる。
エリート一族の出身であり、『海猿』シリーズの登場人物で同じ大和田伸也が演じる海上保安庁の三田村和也警備救難部長と親戚である。
町屋忠正
演 - 辻萬長
警察庁次長・警視監 → ？
| 経歴 | - 警視庁 警備部長・警視長 {歳末SP} - 警視庁 刑事部長 {逃亡者、交渉人} - 警察庁 次長 {MOVIE 3} |
『歳末特別警戒スペシャル』で初登場。湾岸署に投入されるSATに警視庁警備部長として直接指示を出す。
『交渉人 真下正義』、『逃亡者 木島丈一郎』では刑事部長として登場。木島は腹心の部下ともいえる存在で『交渉人〜』において地上班を指揮を木島にとらせると決め、『逃亡者〜』では組織内部犯を焙り出すため、木島に特命を与えるなどかなりの信頼を置いている。一方、室井に対して“弾丸ライナー”事件を収束できなかった際は責任を取るように迫るなど厳しい態度を見せた。ただし、『逃亡者〜』において事件解決に大きく貢献した交渉課準備室の働きぶりに評価して人員増加を許可するなど現場嫌いの多い幹部の中では現場を理解してくれる数少ない存在である。
『容疑者 室井慎次』の時には既に他県警に異動しており池神次長と安住副総監との派閥争いに巻き込まれることなかったため、安住元副総監よりも早く警察庁次長に着いた。『THE MOVIE 3』では警察庁次長として再登場。『THE LAST TV』では次長を退き異動している模様。
榊原
演 - 中原丈雄
警察庁長官官房審議官 (刑事局担当)・警視監 → ？
昭和26年10月19日生まれ (生年月日は中原本人と同じ)。A型。
本籍・熊本県 (中原も熊本県出身)。自宅は東京都品川区。
家族構成・妻、娘。
『THE MOVIE 2』で初登場。新城審議補佐官の直属の上司。湾岸署管内で発生した連続殺人事件に対して「新しい捜査」すなわち「監視と盗聴による捜査」をテストするため湾岸署管内に密かに設置された監視システムを使用させる。事件解決後の警視総監賞授与式にも臨席。
『容疑者 室井慎次』にも登場。池神次長の側近の1人であり警察庁側の人間。坂村と共に捜査本部の解散を迫り、部下の新城には室井の釈放を促した。しかし最終的には警視庁との痛み分けが懸命と判断し、金子総務部長と談笑した。『MOVIE 3』以降の室井は役職上、彼の後を継いだ形となる。
坂村正之
演 - 升毅
警察庁長官補佐
| 経歴 | - 警視庁 警務部人事第一課監察官・警視 {第11話} - 警察庁 長官官房人事課監察官 {MOVIE 2} - 警視庁 警務部人事第一課監察官室長・警視正 {逃亡者} - 警察庁 刑事局刑事企画課長・警視長 {容疑者} - 警察庁 長官補佐 {敗れざる者 回想} |
テレビシリーズ第11話に初登場。当時は警視庁警務部人事第一課監察官・警視。青島と龍村の癒着疑惑を調査、最終的に査問委員会に青島と室井を喚問し、処分を下した。この頃から今野とコンビで動いている。
『THE MOVIE 2』では警察庁長官官房人事課監察官として神田署長と山下圭子巡査長の「ただならぬ関係」を調査に再度来訪。署長を連行していった。
『逃亡者 木島丈一郎』では警視庁警務部人事第一課監察官室長・警視正として町屋刑事部長の極秘の命により、Nシステム漏洩の調査を行い、漏洩者が稲垣管理官であることを突き止める。
『容疑者 室井慎次』では警察庁刑事局の刑事企画課長・警視長として捜査本部を解散させるため、同じ池神派閥の榊原審議官と共に新宿北署へ怒鳴り込んでくるも、工藤たち現場の刑事から目の敵にされ、安住派閥の面々共々、署外へ摘み出されそうになった。しかし室井が逮捕された後、新宿北署に規制線テープを張り巡らせてロックアウトし、ホールに陣取る。保釈、停職処分を受けながらも来訪した室井を、｢何しに来た｣と睨みつけた。
『室井慎次 敗れざる者』では警察庁長官補佐として、組織改革審議委員会が解散する直前の新撮回想シーン (平成30年、作中の5年前) に登場。室井に対し、｢組織などそう簡単に変わるものではない｣という警察庁長官の考えを伝えるとともに、｢(組織改革審議委員会を)5年もやったんです。もういいでしょう。｣と釘を刺す。
警察庁刑事局長 
演 - 中山仁
階級は警視監。テレビシリーズ第10話で初登場。室井の能力は高く評価しているが、彼の意見に危機感を抱いている。
引き続き第11話にも登場。スリーアミーゴスが青島を守るために辞表を差し出した相手でもあり、神田の辞表のみを預かったが、最終的に3人とも不問としている。青島と室井を査問委員会にかけて処罰した。
台詞上の言及でのみ『歳末特別警戒スペシャル』にて触れられており、「処分の半年後には青島を湾岸署に戻す」という約束を結んでいたことが判明。それにも関わらず未だ復帰していないことを不審に感じた室井が電話を掛けている。ただし、『THE MOVIE 2』時点出版の公式設定上では、テレビシリーズ最終話翌月(1997年4月)の人事で、刑事局長のポストを吉田敏明に引き継いでいるため、どちらが電話の相手かは不確定。
また、『秋の犯罪撲滅スペシャル』の時点では、先述の池神静夫が刑事局長のポストに就いている。
警察庁長官
演 - 渥美國泰
『秋の犯罪撲滅スペシャル』完璧版（新撮影シーン）に登場。眼鏡着用で丸刈り頭。
『THE MOVIE』にも登場。池神局長から、所轄では副総監が「副社長」と呼ばれる文化があるという説明を受け、呆れた様子を見せた。円卓の席は、官房長と総務審議官の間。警視総監とどちらの組織が身代金を出すかで押し問答をする。青島の安否を気に留めず退室した。
警察庁長官官房長
演 - 和田周
『秋の犯罪撲滅スペシャル』完璧版（新撮影シーン）に登場。眼鏡着用。
『THE MOVIE』では、誘拐事件の身代金受け渡し場所に女学生が屯していたため、「犯人から電話がかかってきたらどうするんだ！」と叱責した。円卓の席は、長官と多田野刑事部長の間。青島の安否を気に留めず退室した。
警察庁長官官房総務審議官
演 - 篠原大作
『歳末特別警戒スペシャル』では、SATの出動を指揮する警察幹部のひとりとして登場。シミュレーションとしては良いデータが取れた、と任務成功を喜んだ。眼鏡着用。
『THE MOVIE』では、警視庁からの五千万の公費要請を警視庁に打ち返す。円卓の席は、長官と安住警備局長の間。青島の安否を気に留めず退室した。

### 刑事局
今野
演 - 大河内浩
| 経歴 | - 警視庁 警務部人事第一課長・警視正 (第11話) - 警察庁 長官官房人事課長 (MOVIE 2) - 警察庁 刑事局長・警視監 (容疑者) |
警察庁刑事局長。テレビシリーズ第11話に初登場。当時は部下の坂村監察官とコンビで活動する警視庁警務部人事第一課長・警視正。眼鏡を着用。
『THEMOVIE2』では警察庁長官官房人事課長として坂村と共に神田警視正の聴取を行う。
『容疑者 室井慎次』では警察庁の刑事局長・警視監（池神派閥）として室井を人事のカードに利用する。

### 警備局
大村
演 - 並樹史朗
警察庁警備局長 階級は警視監。
『THE MOVIE 2』において、「C.A.R.A.S.」(Criminal Activity Recognition Advanced System)導入を推進する幹部の1人。
『容疑者 室井慎次』では警察庁の警備局長・警視監（池神派閥）として室井を苦しめる。室井の逮捕により行政として責任を追及された際には、弁護士の灰島と篠田を次長執務室に招き交渉の場をセッティングした。
中野
演 - 野仲イサオ
『歳末特別警戒スペシャル』に初登場。警察庁警備局警備第一課。室井の部下だが、命令には従順。眼鏡を着用。大統領夫人警護の現場で室井の秘書を行う。その後、室井の指示で内田と共に杉並北署にいた青島のところに湾岸署に戻る人事異動命令を伝えに来る。『湾岸署婦警物語』にも室井の部下として登場。噂話でくしゃみをした室井を心配した。
『THE MOVIE』では署長会のゴルフコンペの、『THE MOVIE 2』では警視総監賞表彰式の、『THE MOVIE 3』では新湾岸署開署式の司会をそれぞれつとめており、シナリオでも「司会者」と書かれている。また、『THE MOVIE』ではゴルフコンペ帰りの吉田副総監を自宅へ送り届けており、結果的に誘拐される失態を犯してしまった。
警視庁警備部警護課の内田課長とは元同僚関係。

## 警察行政人事院
実際の行政機関としては存在しない、作品独自の組織。横山の差し出した封筒によると、所在地は｢〒100-4751 東京都千代田区霞が関七丁目7番7号｣。部署は情報技術課が存在する模様。
横山邦一
演 - 大杉漣
警察行政人事院 技術執行官
| 経歴 | - 警視庁 公安部 部長 {THE MOVIE} - 警察庁警備局公安課 課長 {容疑者} - 警察行政人事院 技術執行官 ・出向 {FINAL} |
『THE MOVIE』に警視庁公安部長として登場。青島に内部資料を極秘で見せるため湾岸警察署に出向く。警察内部の極秘調査を担当するという職務上、顔は身内に見せられないらしい。この時は時折敬語混じりに会話していた。
『容疑者 室井慎次』では警察庁警備局公安課長として諜報と裏工作を担当した。カットされたシーンでは、重要参考人である桜井杏子への捜査を阻む彼女の父親に、警視庁公安部と共に接触する様子が撮影されている。
『THE FINAL』では警察行政人事院技術執行官というポジションにいる。警察組織を守るために、隠蔽や身代わりなどを指示したが、事件が解決した後は自らの保身を優先して青島と室井を辞職に追い込んだ池神や安住らに逆に辞職勧告を迫った。

## 秋田県警察
- 新城賢太郎については、#スペシャル版以降の主要人物を参照。

乃木真守
演 - 矢本悠馬
秋田県警察北大仙警察署 地域課 巡査長 
『室井慎次 敗れざる者』および『室井慎次 生き続ける者』に登場。
室井たちの住む三ツ池集落を管轄する駐在所の若手警官。終始笑顔を絶やさず明るい性格。「刑事になりたい」と口にするものの勉強は嫌いであり、「勉強する以外で刑事になる方法」を室井に問うなど、ポンコツな面が垣間見える。
赴任した直後から室井に挨拶しに行き、食事を共にするなど次第に交友を深めていった。
三波行（みなみ ごう）
演 - 平島厚志 
秋田県警察本部 刑事部捜査第一課
『室井慎次 敗れざる者』および『室井慎次 生き続ける者』に登場。
新城本部長直属の部下。強い訛りの秋田弁が特徴。
新城の命令で室井を旅館に連行した。

## 秋田刑務所
森下孝治
演 - 遠山俊也
湾岸署刑事課盗犯係・巡査部長 → 湾岸署刑事課課長・警部 → 退職、秋田刑務所 刑務官
| 年                                      | 配属先     | 部署・階級(備考/登場作)[50][51]                          |
| --------------------------------------- | ---------- | -------------------------------------------------------- |
| 1993年3月                               | --         | 大東文化大学 経済学部 卒業                               |
| 1993年4月                               | 警視庁     | 巡査 拝命                                                |
| 1993年10月                              | 深川警察署 | 地域課・巡査                                             |
| 1996年2月                               | 湾岸警察署 | 地域課・巡査 {テレビシリーズ}                            |
| 1997年6月                               | --         | 巡査部長 昇任                                            |
| 1997年10月                              | 湾岸警察署 | 刑事課 強行犯係(見習い)・巡査部長 {歳末SP}               |
| 1998年4月 [注 26]                       | 湾岸警察署 | 地域課・巡査部長 {初夏SP、秋SP、THE MOVIE}               |
| 2000年4月                               | 湾岸警察署 | 刑事課 盗犯係(見習い)・巡査部長                          |
| 2003年4月                               | 湾岸警察署 | 刑事課 強行犯係・巡査部長 {MOVIE 2、交渉人、警護官}      |
| 2005年                                  | 湾岸警察署 | 刑事課 盗犯係・巡査部長                                  |
| 2006年                                  | 湾岸警察署 | 刑事課 強行犯係・巡査部長                                |
| 2007年                                  | 湾岸警察署 | 刑事課 盗犯係[注 27]・巡査部長 {MOVIE 3、LAST TV、FINAL} |
|                                         | 湾岸警察署 |                                                          |
| ?(2012年 12月より後、 2020年 3月より前) | 湾岸警察署 | 刑事課 課長・警部 {警視庁捜査資料管理室SP}               |
| ?(2023年 9月より前)                     | 湾岸警察署 | 退職                                                     |
| ?(2023年 9月より前)                     | --         | 秋田刑務所 職員 {敗れざる者}                             |
昭和45年8月31日生まれ。O型。
本籍・秋田県。自宅は東京都江東区。
最終学歴・大東文化大学経済学部卒業。
資格・柔道三段
特技・パントマイム、暗算、マラソン
テレビシリーズ第1話から登場。当時は湾岸署の地域課勤務で主として湾岸署の玄関で立ち番をしていた。
平成9年10月に一度刑事見習い（湾岸署刑事課強行犯係所属）になるが、緒方への配慮（?）から平成9年12月には再び地域課に戻る。その後、平成12年12月に刑事課盗犯係（見習い）になり、平成15年4月に刑事課強行犯係になる。
平成13年にお見合い結婚（実は地域課時代に補導した少女という噂もある）。平成15年冬、第1子を儲ける。
『交渉人 真下正義』では緒方とともに爆弾魔による地下鉄占拠事件（TTR事件）のための検問にかり出されている。さらに『警護官 内田晋三』では検問中に検問の手前でUターンした内田晋三を不審者と間違え確保してしまう。
同じ秋田出身の室井に憧れており、いつかは室井の下で一緒に仕事をしたいと願っている。
『THE MOVIE 3』では、強行犯係から前作まで緒方が所属していた盗犯係に異動。
BSフジのドラマ『警視庁捜査資料管理室スペシャル』では、緒方と長年のライバルである刑事課長・警部として登場。事件の重要参考人となった緒方を取り調べた。野添久美子がドア越しに撮影した映像であり、姿は劇中で映らない。
『室井慎次 敗れざる者』では室井と同じく警察を退職しており、故郷に戻り秋田刑務所の刑務官を務めている。拘留中の被告人との面会のために刑務所を訪れた室井と再会し、面会にも立ち会う。TVシリーズ時代に交わした「きりたんぽ鍋をつつく」という口約束を室井が覚えてくれていたことに目を潤ませ、秋田弁で感謝の意を伝える。

## ゲスト
複数作登場の主要人物 ・ 警視庁捜査資料管理室 (仮)  ・ 連続ドラマ ・ 歳末特別警戒スペシャル ・ 番外編 初夏の交通安全スペシャル ・ 秋の犯罪撲滅スペシャル ・ THE MOVIE 湾岸署史上最悪の3日間! ・ 踊る大ソウル線 ・ THE MOVIE 2 レインボーブリッジを封鎖せよ! ・ 交渉人 真下正義 ・ 容疑者 室井慎次 ・ 逃亡者 木島丈一郎 ・ 弁護士 灰島秀樹 ・ 警護官 内田晋三 ・ THE MOVIE3 ヤツらを解放せよ! ・ THE LAST TV サラリーマン刑事と最後の難事件 ・ THE FINAL 新たなる希望 ・ 室井慎次 敗れざる者 / 生き続ける者 ・ その他
刑事ドラマであるため、犯人の再登場の場合、再犯という事が多い。須川圭一、河原崎宗太、桜井杏子など主要人物として再登場した際に名前など詳細なプロフィールが設定されることも多い。この本シリーズでしばしば行われる「ゲスト出演者の再登場」は、「シリーズの世界観を深めることに繋がる」との理由で意図的にやっていることであるとされている。

### 複数作登場の主要人物
本項に列挙したほかにも、再登場したキャラクターは多数存在する。各作品の項を参照。
須川圭一
演 - 森廉
テレビシリーズ第1話に登場。ゲーセンで機械を壊し、万引きしようとして湾岸署に通報され、青島とすみれに事情聴取される。万引きの理由は「お金がない」からである。青島が話を聞くためにあんまんを与えると「甘いのは嫌い」と拒否しながら、すみれが来ると「あんまんくんない」と青島を悪者にする等、極めて生意気な性格のマセガキ。本人を湾岸署まで迎えに来た母親を演じているのは本人の実母であり、親子で実の親子役を演じている。
後に『歳末特別警戒スペシャル』にも登場して、「空とべよ。光線出してみろよ! なーんもできねえのかよ! だっせえー!!」などと青島が入ったピーポ君の着ぐるみをからかったため、軽く柔道の足技をくらい取っ組み合いの喧嘩をする。1987年生まれ。
青島と関わった事で「人のためになる仕事」を志し精神保健福祉士として医療刑務所の心理カウンセラーの職に就くが、そこで『THE MOVIE』での猟奇殺人犯日向真奈美の担当をしてしまった事で逆転移を引き起こし、彼女の信者として依存症状を呈するようになる。そして、この事が『踊る大捜査線 THE MOVIE3 ヤツらを解放せよ!』の各事件の発端と化し、その主犯「ノライヌ」として様々な事件を引き起こす。物語の最後で青島と出会うが、青島自身は須川の姿にデジャヴュを感じるも、それ以上のことに気づくことは無かった。
吉田のおばあちゃん
演 - 原ひさ子
練馬警察署地域課桜交番管内に住むひとり暮らしの老婆。この家に入ろうとしたコソ泥を交番勤務だった頃の青島が捕まえたことで知り合いになり、この話を青島はテレビシリーズ第1話で田中に語っていた。そして、刑事になることになった青島にお守りを渡し、青島もそのお守りを大事に持っている。テレビシリーズ第11話で初登場した。実は『THE MOVIE』で誘拐される吉田副総監の実母。孫も警察官（勝どき署勤務）で、バドミントンでの緒方のライバルである。
『湾岸署婦警物語 初夏の交通安全スペシャル』では、篠原と共にいた柏木雪乃に道を尋ねた。
河原崎宗太
演 - 正名僕蔵
湾岸署内窃盗事件の犯人（ただし領収書は盗んでいない）。実はテレビシリーズの第3話ですでに登場しており、湾岸署の地下の留置場で青島やすみれと顔を合わせているが、当時は本物の一警察官として出演しており単に「看守」とのみクレジットされている。『秋の犯罪撲滅スペシャル』にも出演し、制服の支給を受ける警察官の列に並んでいる。またこの時から後述のスーツケースを持ち歩いていた。シリーズ中ずっと警察官の格好で出演していたが、実は警察官ではなくコスプレマニアの窃盗常習犯で、警察官だけでなく、消防官やパイロットなどさまざまな制服をスーツケースの中に隠し持っており、それを使ってこそ泥をはたらいていた。着ていた制服は通販で購入したものである。勝どき署で不審者として事情聴取されたこともあり、『THE MOVIE』で日向真奈美の逮捕に協力したことがきっかけで見つかってしまいようやく逮捕された。また、物語冒頭で、青島が彼にゴルフバッグを渡すシーンもあり、初めて警官以外の制服（鑑識）も着用している。『プロジェクトK』によれば出所後もまた懲りずに制服姿で盗みを働いていたが、湾岸署内で制服姿でいた時に神田署長と出会いその態度に感銘を受け、初めて改心する。現在は下北沢で趣味を生かしてコスプレショップを経営している。
寿司屋の大将
演 - 六平直政
『歳末特別警戒スペシャル』で初登場。名前は不明。湾岸署管内の寿司屋「和之竹」の大将。美香は娘。『歳末特別警戒スペシャル』では何度も宴会を延期され、湾岸署刑事課へ出張し寿司を握っている際に鏡恭一による籠城事件が発生し、それに怒り勇敢にも鏡恭一に襲いかかろうとした。『初夏の交通安全スペシャル』や『THE MOVIE 2』、『係長 青島俊作2』にも登場。店は気分で開けるらしい。
美香
演 - 原沙知絵
姓は不明。湾岸署管内にある港区立海峰小学校の教諭。校内に侵入し卒業制作の像を壊した不審者（鏡恭一）に手を切られる。この時、真摯に応対した青島に好意を抱く。青島に「お寿司好きですか」と問いかけるが実は寿司屋「和之竹」の娘であるため。『歳末特別警戒スペシャル』の時点では名前は不明であったが『初夏の交通安全スペシャル』にも登場し、「美香」という下の名前のみ判明する。
三井一郎
演 - 三上市朗
『歳末特別警戒スペシャル』で初登場。人身事故で捕まり、湾岸署へ連行されてくる。『スタートレック』の赤い服がトレードマーク。ナイフの収集マニア。『踊る大捜査線 番外編 湾岸署婦警物語 初夏の交通安全スペシャル』、『THE MOVIE 2』、『交渉人 真下正義』、『THE MOVIE 3』、『THE FINAL』にも登場。『THE MOVIE 2』より子供がいる。
車上狙い
演 - 平賀雅臣
『歳末特別警戒スペシャル』で初登場。車上荒らしで三井一郎から赤いセカンドバッグを盗んで和久平八郎に逮捕されて湾岸署に連行されてくる。そのセカンドバッグの中に入っていた登山ナイフが殺人事件に使われたためその犯人と疑われたが、ナイフは盗んですぐにフィリピン人の窃盗団に売り払っていたため殺人事件とは無関係であった。『THE MOVIE』でも恩田すみれに逮捕された窃盗犯として再登場しており、『THE MOVIE 2』にも窃盗犯として逮捕される形で出演している。『THE LAST TV』でも強盗犯として強行犯係に逮捕され、『THE MOVIE』の神田同様緒方に「（取調室に）行きなさい」と言われる。
和久刑事の馴染みの酔っぱらい常習犯
演 - 田口主将
テレビシリーズ第1話で初登場。酔って騒ぎを起こしたりなどで、和久平八郎にたびたび世話になっていた。和久からは「クニさん」と呼ばれている。
『歳末特別警戒スペシャル』で再登場。
『THE FINAL』では、港区台場３丁目海浜トンネル拳銃殺人事件の死体第一発見者として登場。現場に来た強行犯係に「和久さんどうしてる？」と質問した。
綾波麗（うらら）
演 - 近藤典子
『歳末特別警戒スペシャル』で初登場、オーストリア大統領夫人来日時にテレビ中継でレポーターをしていた。某テレビ局勤務の女子アナウンサー。篠原夏美とは大学時代の友人で、『初夏の交通安全スペシャル』では、局のプロデューサーの飲酒運転の揉み消しを求めた。当然認められず、悪態をつく。名前の由来は『新世紀エヴァンゲリオン』の綾波レイのもじり。
篠原浩三
演 - 谷啓
杉並北警察署警務課捜査資料室長・警部。
『歳末特別警戒スペシャル』で初登場。交番勤務時代の青島とは同僚であった。青島が作りかけていた前歴者のデータベースを引き継ぎ、青島の不審者捜査に協力した。苦境でも腐らず頑張るところが青島の長所だと評価している。
篠原夏美の実父であり、娘と同居しているため自宅のシーンで『初夏の交通安全スペシャル』にも登場し、叱咤激励した。
『THE MOVIE 3』の時点ではすでに警察を定年退職しており、娘とその夫（陶芸家）と同居している。
桜井杏子
演 - 木内晶子
無職、昭和59年生まれ。東京都出身。
『THE MOVIE』で初登場。この時点では単なる「ウエイトレス」として名前の設定は無かった。
『容疑者 室井慎次』で再登場し、設定が加わった。教師をしている父親のもとで大切に、しかし厳しく育てられる。ずっと父親がつとめている学校に通っており、一日中父親の目の届くところにいた。高校1年生のとき初めてアルバイトをすることを許されてクイーンズスクエア横浜内の喫茶店でウエイトレスをしていたのだが、そこが『THE MOVIE』で青島らが追っていた猟奇殺人事件の囮捜査の現場になってしまったため事件に関わってしまう。そのために父親からアルバイトを禁止されその後は再び家と学校の往復だけの生活になる。
そうやって厳しく育った反動で自我が未熟なまま大人になってしまい男関係は奔放になり、神村誠一郎と黒木孝夫の二人と二股交際していただけでなく石本一馬とも関係を持っていた。更にホストクラブにはまって多額の借金を抱えていたり、覚醒剤にまで手を出したりしていた。神村には駐車違反の揉み消しや借金の帳消し、押収した覚醒剤の横流しをしてもらっていた。黒木が邪魔になり、石本に殺害を依頼する。最終的には全ての真実を知られ、新宿北署に逮捕された。
武藤忠宏 
演 - 青木忠宏
本広克行監督ほか一部スタッフが共通するテレビドラマ『アンティーク 〜西洋骨董洋菓子店〜』からのリンクキャラクター。
『THE MOVIE 2』終盤に、雪乃に検挙された被疑者として初登場。草むらに投げ捨てた遺留品を探す青島のそばで実況見分する。赤いバスケットボールユニフォーム姿。
『交渉人〜』では、アンティーク駒込店の店員になっており、TTR総合司令室にクリスマスケーキを運んでくる。そのほか、街頭ビジョンでもインタビューに答えるシーンが確認できる。
『THE FINAL』では、エネルギーサミットに出展した湾岸ドッグ(ホットドッグ)の売り子として登場。参考人の石川哲に絡まれているところを夏美に助けられた。

#### ヤツら
『踊る大捜査線 THE MOVIE3 ヤツらを解放せよ!』で、副題にもなった「ヤツら」こと、それまでのテレビシリーズやテレビスペシャルや映画に登場した9人の犯人たち。厳密には名前のみで再登場はしていないキャラクターも、便宜上ここにまとめて記載する。
田中文夫
演 - 近藤芳正
テレビシリーズ第1話に登場。保険会社「港南保険」の営業担当。挙動不審だったことから緒方薫に職務質問を受け、合鍵の束を持っており、その理由が不明だったことから不審人物として湾岸警察署に任意同行を求められ取り調べを受けることになった。最初は本来の担当である盗犯係のすみれが取り調べを始めたが、以前から追っていた犯人が見つかったと言うことで飛び出していき、代わりに強行犯係の青島が取り調べることになった、青島が湾岸警察署に赴任して初めて（そして刑事として初めて）取調べを行った相手。取り調べ自体は容疑不十分ということですぐに保釈されたのだが、その取調べ翌日に港区台場レインボーブリッジ付近会社役員・柏木満男（柏木雪乃の父親）殺人事件の犯人として出頭してきた。金に困ってではなく、つまらない日常生活に飽きたらず会社の備品等のコソ泥を続けており、殺人のような凶悪犯罪を犯すつもりは無かったのだが、たまたま忍び込んだ会社のオフィスで柏木満男に見つかったため結果的に殺してしまった。
その後、殺人罪で懲役10年の判決を受けて府中刑務所で服役していた。1997年当時33歳。後、殺人罪で起訴され第一審で懲役10年の判決を受け、双方控訴しなかったため一審のみで結審した。『THE MOVIE 2』の時点では府中刑務所で模範囚として服役中。『THE MOVIE 3』にもヤツら（同作での犯人が解放させることを要求したかつて青島が逮捕した9人の犯罪者たち）の1人として写真のみ登場。2010年時点ではすでに出所している。
また、約21年ぶりに、世界観を共有するBSフジのドラマ『警視庁捜査資料管理室（仮）』にて本格登場。窃盗を再犯したようで、栗山の取り調べ中に逃走し、刑事のフリをして主人公の明石幸男とやり取りした。その後、確保されたことが語られた。
野口達夫
演 - 伊集院光
テレビシリーズ第5話にて初登場。すみれに執拗に付きまとっているストーカー。元はアニメオタクであり、大会で賞を取っていたほど。美少女アニメ『ピンクサファイア』に入れ込んでおり、家では自作ビデオも作っていた。すみれはその主人公キャラと外見がよく似ていたため、襲われる対象になった。
1994年にすみれを襲って逮捕され服役、2年で出所。その後、1997年に再び逮捕される。1967年生まれ。『THE MOVIE 2』の時点では第一審において刑事責任を問えるかどうか精神鑑定を実施中。
『弁護士 灰島秀樹』では、再出所後に秋葉原でピンクサファイアのフィギュアを巡り殺人事件を起こして逃亡。沖田仁美が同事件を捜査している際に灰島と偶然出会い、灰島から得たヒントにより三度目の逮捕となった。『THE MOVIE 3』にもヤツら（同作での犯人が解放させることを要求したかつて青島が逮捕した9人の犯罪者たち）の1人として登場。だが精神に異常を来たしており、医療刑務所に収監されているため解放を見送られた。
岩瀬修
演 - 布川敏和
テレビシリーズ第6話、第7話に登場。雪乃の元恋人で麻薬の密輸を行っていて警察にマークされていた。1966年生まれ。『THE MOVIE 2』の時点では第一審で審理中。
『THE MOVIE 3』にもヤツら（同作での犯人が解放させることを要求したかつて青島が逮捕した9人の犯罪者たち）の1人として写真のみ登場。2010年時点ではすでに出所している。当時の罪名は麻薬及び向精神薬取締法違反容疑。
現金輸送車強奪犯
演 - 古田新太
『歳末特別警戒スペシャル』に登場。ナイフ1本で現金輸送車を襲って興和銀行内に立て篭り、通りがかりの青島と和久に教科書通りの逮捕術で身柄を確保される。1964年生まれ。当時の罪名は、銃砲刀剣類所持等取締法違反容疑。
『THE MOVIE 3』にもヤツら（同作での犯人が解放させることを要求したかつて青島が逮捕した9人の犯罪者たち）の1人として写真のみ登場。2010年時点では既に出所している。
鏡恭一
演 - 稲垣吾郎（SMAP）
『歳末特別警戒スペシャル』にて初登場。湾岸署管内のクラブで喧嘩していて不審人物として湾岸署生活安全課に同行される。港区立海峰小学校の卒業生で、海峰小に侵入して卒業制作の像を壊そうとして止めに入った女性教諭・美香に傷を負わせた。その事件を真摯に応対した青島によって緊急逮捕され、たまたま別件で刑事課に押収されデスクに放置されていた散弾銃を奪い、湾岸署をジャックする。髪型に異常に気を遣っており、セットには3時間かける。実は湾岸署管内で起きた大凪駅前マンション殺人事件の犯人でもある。薬物常習者で、薬物依存症の影響からか感情が高ぶり激高すると駄々をこね暴れだす。最終的にSATに制圧・確保される。1971年生まれ。
『THE MOVIE 3』にもヤツら（同作での犯人が解放させることを要求したかつて青島が逮捕した9人の犯罪者たち）の1人として登場する。2010年時点でも服役中であったがキリスト教に入信してすっかり更生しており自身の償いがまだ終わっていないとして解放を拒否した。
柏田郁夫
演 - 宮藤官九郎
『秋の犯罪撲滅スペシャル』に登場。放火殺人未遂事件の実行犯。放火事件の被害者である橋本正史とは何の関係もなく相良純子から金を貰って放火を実行した。フリーター。1979年生まれ。
『THE MOVIE 3』にもヤツら（同作での犯人が解放させることを要求したかつて青島が逮捕した9人の犯罪者たち）の1人として写真のみ登場。2010年時点では既に出所している。
坂下始
演 - 北山雅康
『THE MOVIE』で初登場。
副総監誘拐事件実行犯の1人（リーダー格）で、19歳の少年。日向真奈美が運営していた犯罪研究サイトの参加メンバーのひとりで大企業の社長を誘拐する架空の犯罪計画を話し合っており、他の副総監誘拐事件実行犯ともこのサイトを通して知り合う。湾岸署管内の団地住まいで同じ湾岸署管内に住む吉田副総監の息子とは同じ高等学校に通っていたが、当時吉田副総監の息子が自分の父親のことを警察内の隠語を使って「自分の父は会社の副社長だ」と話したのを字面通り受け取ってしまって本物の会社の副社長だと思いこんだために吉田副総監を標的にした誘拐事件を実行に移す。
釈放された後ゲームの会社を立ち上げて、良い業績を挙げているという。『プロジェクトK』では謙虚にインタビューに応じ更生したように見えるが、逮捕されるときの態度から誘拐事件を起こしたことを本気で反省・後悔している様子は見られない。ただ、母親が青島を刺したのは全くの予想外だった模様。
本広克行監督、ユースケ・サンタマリア主演の映画『UDON』にも登場（この映画は『踊る大捜査線』と同じスタッフで製作されている）。同作品中では、自らの行ったことを悔いて1人巡礼をしていたが、いつの間にかうどん巡礼になってしまい、うどんフェスティバルで見事優勝し「香川のうどん屋制覇」の称号を手に入れた。
『THE MOVIE 3』にもヤツら（同作での犯人が解放させることを要求したかつて青島が逮捕した9人の犯罪者たち）の1人として写真のみ登場。2010年時点では既に出所している。
『THE FINAL』では更生した彼が電気自動車のセールスマンとして湾岸署を訪れる姿があり、彼はその場にいた青島に気づくと笑顔で手を振っていた。
増田喜一
演 - 岡村隆史
『THE MOVIE 2』で初登場。若い女性の首筋に噛み付くという手口の連続婦女暴行犯。犯行は口にドラキュラのような入れ歯を付けて行っていた。湾岸署入口で行なっていた献血に並んでいた女子高生の首に噛み付こうとして、誤って魚住の腕に噛み付いてしまい、そのまま身柄を確保された。このときは最後までしゃべるシーンがなかった。
『THE MOVIE 3』にもヤツら（同作での犯人が解放させることを要求したかつて青島が逮捕した9人の犯罪者たち）の1人として登場したがレインボーブリッジで渋滞に巻き込まれ、犯人の指定時刻までに間に合わないため、時間切れで連れ戻される。なお、岡村登場のシーンをコメディにしたくなかったことからこのときでは多くのセリフがある。
日向真奈美
演 - 小泉今日子
『THE MOVIE』で初登場。
湾岸署管内で起きた猟奇殺人事件の犯人。元看護婦。インターネット上で犯罪研究サイト「仮想殺人事件ファイル」を主催しており、原田邦夫（猟奇殺人事件の被害者）や坂下始ら副総監誘拐事件の実行犯たちもそのサイトの参加メンバーであった。世界中の犯罪に精通しており「プロファイリングももう時代遅れだ」「人が事件を起こすんじゃなく、事件が人を興す」などと語っているが、警察署に死刑台があり、警察署で死刑が執行されると思いこんでいるなど、裁判制度などに詳しくはない。
真下と雪乃が行なったインターネットのチャットによるおとり捜査の末、その正体に迫ったが、肝心の時に同時に起こっていた副総監誘拐事件の犯人からの電話がかかってきたため誘拐事件の捜査を最優先した混乱の中で雪乃の手を切りつけて逃げられてしまう。その後、死刑を望み自ら湾岸署に乗り込んできて暴れたが、その場に居合わせたニセ警察官である河原崎宗太により身柄を確保される。
逮捕後、湾岸署の地下に拘束されているときに青島の依頼により吉田副総監誘拐事件のプロファイリングを行ったが、本職のプロファイリングチームが見抜けなかった犯人像を言い当てた。
『THE MOVIE 2』の時点では刑事責任を問えるかどうか医師の鑑定中だが鑑定する医師によって判断が異なり混乱している。
事件当時はPowerBook G3 (Wallstreet)にMkLinuxをインストールして使用していた。『THE MOVIE 3』ではその同シリーズ機に仕込んだトラップが鳥飼の左目を奪っている。
後の裁判で無期懲役が確定し医療刑務所に送致されるも自身は死刑を望み続けていた。果てに自身の心理カウンセリングを担当した須川圭一に対して意図的な逆転移を画策し成功。彼を自らの手足とし自身の死の舞台を整えるために様々な事件を引き起こした。そのため『THE MOVIE 3』最大の黒幕とも言える存在でもある。
他者を自身に感化させることに優れ、最初の猟奇殺人事件の頃から信者とも言える存在がたくさんおり、インターネットコミュニティ上では『真奈美様』として祭り上げられているカリスマ犯罪者でもある。「人が事件を起こすのではない、事件が人を興す」を信条とし「死のための生」を美徳とする、シリーズ史上において最悪の個人犯罪者。『THE MOVIE 3』においてはその生き方を和久平八郎より警官としての誇りを引き継ぎ生きる青島によって「誇りの無い生き方」であると否定され、自殺を阻止され再逮捕される。しかしその際に「圭一（ふとした些細なきっかけで大事件を起こすような人間や真奈美に感化されて事件を犯す人間）はまだいるぞ。至るところに。」と青島たちの誇りや生き様を無駄と笑い否定する予言めいた不吉な発言を残している。
『室井慎次 敗れざる者』では『THE MOVIE 3』の2年前（2008年）に獄中出産していたことが判明する。
相手の男性は不明。相手の男性について、『警視庁捜査資料管理室 (仮)』主人公・明石幸男は、「杏の父親は真奈美の精神鑑定をした医師か看守の可能性がある」と独自の推理を披露している。警視庁捜査資料管理室 (仮)』内では、彼の推理により解決した事件も多いためあながち的外れとも言えない。実際、心理カウンセリングを担当した須川圭一を逆転移で洗脳した例があり、ネットでの影響力はともかく直接会う事のできる人間が限られていたため、ある程度絞られると考えられる。
『室井慎次 生き続ける者』では獄中出産した娘・杏と面会する場面が描かれ、杏に向けては洗脳さながらの言葉を投げかける。
ネット上における信者のコミュニティは今もなお強く根付いており、『THE MOVIE 2』での殺人事件の犯人・国見昇や瀬川吉雄もその1人である。
これにより、『THE MOVIE』（坂下始の犯人グループの結成のきっかけ）・『THE MOVIE 2』（後に国見昇や瀬川吉雄の犯人グループが信者化）・『THE MOVIE 3』（須川圭一の事件発端のきっかけ）と、映画初期3作の大事件の黒幕に影響を与えていたことがわかる。

### 台場会社役員連続殺人事件の犯人グループ
全員、元はお台場エリアのあらゆる企業に勤めていたがリストラされたサラリーマン。最初の被害者が建設会社に勤めていたこともあり、資材用のトラックを逃走に使用していた他、お台場の地理に詳しく後述する工事中の蒲田トンネル等、最新のお台場の地図に載っていない場所をアジトにして身を隠していた。
『室井慎次 敗れざる者』の時点では5人とも2021年に刑期を終え出所していたが、18年経っても変わらぬ社会での扱いに失望し、再び集まった5人は特殊詐欺および強盗に手を染めることになる。
『室井慎次 敗れざる者』や『室井慎次 生き続ける者』で、厳密には名前や写真のみで再登場はしていないキャラクターも、便宜上ここにまとめて記載する。
国見昇
演 - マギー
眼鏡着用。羽田空港で盗んだ拳銃を持っており、雪乃を脅して拉致し、さらに逃走の際、すみれに向かって発砲し重傷を負わせる。工事中の蒲田トンネルを隠れ家のように利用していたが、スリ一家に財布をすられたことを切っ掛けにそれが捜査本部に知られてしまう。
高橋・三島とともにレインボーブリッジから逃走を図るが、青島とSATによって阻止された。
『室井慎次 生き続ける者』では、同じグループの瀬川を殺害し、秋田県の室井慎次の家付近の池の畔に瀬川の死体と洋梨を埋めた。そして、捜査本部に激励の電話をかけ、その声から室井に正体を気付かれてしまう。その後警察に身柄を確保された。
高橋健三
演 - 入江雅人
堂々と湾岸署内の公衆電話から最初に捜査本部に電話をかけるが、応対した沖田仁美のあまりに高圧的な態度に憤り電話を切ってしまう。
レインボーブリッジまで追跡してきた青島に勝利宣言するも、確保された。
三島龍也
演 - 森下能幸
2番目に捜査本部に電話をしたメンバーで、ネゴシエーターとして捜査本部に派遣された真下の初めての交渉相手でもある。真下とのやり取りの中で、自身を "リュウ" と名乗る。国見と一緒に雪乃を連れ回していた。「リーダーがいると個人が死ぬ」という考えの持ち主。
軽トラックを運転して国見・高橋とともに逃走を図るも、青島とSATに確保された。
中島高志
演 - 木村靖司
SMプレイに通じており、殺人事件の被害者をロープを使ってSMプレイ特有の複雑な縛り方で縛ったり、アジトに使用していた廃ビルの中にロープを張り巡らせたりしていた。魚住と森下によって確保。
瀬川吉雄
演 - 三宅弘城
東北地方（青森県）出身者。殺人事件の目撃者である江戸りつ子を追いかけてカジノパーティーにひそんでいたが、そこで「蒲田（カマタ）」のことを東北訛りで「カメダ」と聞こえるように発言していたため捜査本部が混乱することになる。
マネキンだらけのアジトに雪乃を拉致。上機嫌で歌っていたところを袴田と真下に確保された。
『室井慎次 敗れざる者』の時点では出所していたが何者かに殺され、秋田県内の山奥（帰郷した室井の自宅と至近距離）で白骨死体となって発見される。
『室井慎次 生き続ける者』では、捜査の過程で『THE MOVIE』『THE MOVIE 3』に登場した猟奇殺人犯・日向真奈美の信者であることが判明し、獄中の彼女に向けて手紙も送っていた模様。

### 『警視庁捜査資料管理室 (仮)』登場
元からレギュラーキャラや主要人物だった人物の以外で、『警視庁捜査資料管理室 (仮)』に再登場して設定が増えたキャラをまとめて解説する。『警視庁捜査資料管理室 (仮)』にて新たに名前が設定された人物名は、「/」後に記載する。
- 田中文夫については、#ヤツらを参照。

里香子 / 柴田里香子
演 - 向井地美音
『THE MOVIE 2』にて初登場。盗犯係が追っているスリ一家の娘。逮捕前の最後の犯行において捜査本部へ電話中の国見昇に声をかけたことで、捜査本部に殺人事件の被疑者として特定させるという思わぬ活躍をする。しかしその後すみれが一家を逮捕した際ひとりだけ行方不明になってしまい、翌日拳銃を持って暴れる国見らの前に再び現れる。SATに包囲され半狂乱になった国見に銃口を向けられるも、間一髪ですみれに助けられSATに保護される。
BSフジのドラマ『警視庁捜査資料管理室 (仮)』において「柴田里香子」として登場。自分を命懸けで守ってくれたすみれに憧れて警察官を志し、高校卒業後、警察官採用試験に合格。最初に配属された地域課の交番勤務では自慢の俊足を活かし、痴漢やスリ、ひったくり犯などの現行犯逮捕の記録を作った。現在は刑事課の見習い刑事として活躍している。
サラリーマン / 美濃部藤吉
演 - きたろう
テレビシリーズ第5話に登場。援助交際容疑で湾岸警察署に連行され、すみれに足を踏み付けられる。
『警視庁捜査資料管理室 (仮)』では、第9話に「タイヨウの舎」の代表「美濃部藤吉」として登場。
××倶楽部店長 / 小守泰次郎
演 - 武野功雄
イメクラ店「××（チョメチョメ）倶楽部」の店長。後に青島の捜査協力者で『秋の犯罪撲滅スペシャル』に再登場（再登場時はスーパーホストクラブ「ギャラン・ドゥ」店長になっている）。また、『THE FINAL』では国際環境エネルギーサミット会場の1つ、日本科学未来館の警備員として登場し、青島の捜査に協力する。
『警視庁捜査資料管理室』において新人「小守泰次郎」として登場。

### 連続ドラマ

#### 第1話
- 田中文夫については、#ヤツらを参照。
- 須川圭一については、#複数作登場の主要人物を参照。
- 機動捜査隊員・益本については#刑事部捜査第一課を参照。

暴れる男
演 - 山崎邦正
テレビシリーズ第1話に登場した隠れゲスト。湾岸署内で取調室から暴力犯係の刑事に連れ出されようとするところを激しく抵抗している（エンドクレジットにも一切の表示が無いが、それは正式なオファーがあっての出演ではなく飛び入りでの参加だったためとのことである）。
小学生 須川圭一の母親
演 - 森幸子
万引きした小学生を引き取りに湾岸署に現れる。親子で実の親子役を演じている。
店員
演 - 鈴加明
湾岸警察署管内のゲームセンターの店員。ゲーム機から金を取ろうとした小学生を万引きとして通報する。
機動捜査隊員
演 - 田中定吉、濱近高徳、石田弘志
被害者から何も聞き出さなかった緒方を注意し、事件現場に来た青島を罵る。
警察学校長
演 - 伊藤眞
青島の面接で彼を叱る。
110番受理台
声 - 井上美紀
湾岸署の面々に事件を伝える。
医師
演 - 三井善忠
看護婦
演 - 山口詩史（第2話）
老刑事
演 - 大木正司
制服警官
演 - 林和義、増田英治

#### 第2話
佐々木典子
演 - 篠原涼子
レストランで痴話ゲンカの末、振られた腹いせに元恋人の髪の毛を切った女性。被害者の元恋人が告訴したため青島が事情聴取することになったが被害者が告訴を取り下げたためすぐに釈放され、「警察は嫌いよ」と捨て台詞を残して去っていく。
後に『秋の犯罪撲滅スペシャル』で再登場したときには青島の捜査協力者になっている。1973年生まれ。
山部良和
演 - 伊藤俊人（第11話）
物理学の研究者。警察官殺しの犯人で、過去に和久の取調べで暴行された恨みから、和久に爆弾付きのリクライニングチェアーを送りつけた（殺された警察官も取調べで暴行したという）。最終回では青島たちに拳銃の売買場所を教える。1971年生まれ。第一審で死刑判決を受けたが不服として控訴し、『THE MOVIE 2』の時点では高等裁判所で審理中。
保険のおばちゃん
演 - 松本留美
刑事よりもしつこく怖ろしいユウラブ生命保険の保険外交員の女性。入るというまで追いかけてくる。それは和久の爆弾椅子に接近するほどである。
大島
演 - 佐々木勝彦
厚生中央病院の医師で、雪乃の主治医。青島に雪乃の失声症の原因を話す。第4話にも登場。
サラリーマンの男
演 - 西田政彦
通報者。佐々木典子を振った腹いせに「男の命」だった髪の毛を切られてしまう。その後、告訴を取り下げた。湾岸署を訪れた帰り際には、保険のおばちゃんから勧誘を受ける。

#### 第3話
- 警視庁刑事部長 テレビシリーズについては、#警視庁を参照。

深見哲也
演 - 橋龍吾
有名私立大学の学生（裏口入学）。女子中学生からカバンを引ったくり怪我を負わせ、警察に勾留されたために高級官僚（建設省官房次官）である父親に泣きつく。引ったくりの前にも2度逮捕されているが、父親が揉み消したため記録には残っていない。事情聴取の時も弁護士の入れ知恵で薄ら笑いを浮かべながら「僕がやりました。反省してます」を連発、去り際に「パパにお礼を言わなきゃ」と捨て台詞を残したが、その発言に激昂した青島に胸ぐらを掴まれ、「パパが偉いからって何をしても許されると思うな」、「お前のように平気で女性を傷つけるような奴を俺達は許さない」と凄まれた。取調室を出た直後、暴力を受けたと弁護士に泣きついたが、室井の圧力によって無かった事にされ、皮肉にも事件を揉み消した事で受けた報いを警察によって揉み消される事となった。次のチャンスは無いと自覚したとともに、その後、父親のコネで某民放局に就職したという。1975年生まれ。
深見一郎
演 - 清水章吾
建設省（放送当時。現国土交通省）官房次官。当時の警視庁刑事部長とは大学の同級生で、これまでも2度息子の起こした事件を政治力で揉み消しており、今回もそうしようとした。息子の取り調べが表沙汰にはならないと知るや速やかに身柄を提供したが、裁判に発展しかけたので弁護士らと共に撤収。その直後、被害者宛にと多額の慰謝料が入った封筒を渡すようにすみれに頼んだが跳ね除けられた。
奥井弁護士
演 - 真実一路
弁護士。哲也が取調室で青島から暴力を振るわれたと知るや同席していた室井に事実を問いただす。シラを切り倒した室井を「仲間同士で庇い合うつもりですか?」と皮肉るも、裁判沙汰になればマスコミに知れることを指摘され、深見親子と共に撤収した。
女子中学生
演 - 水川あさみ
深見哲也にカバンを引ったくられ、軽傷を負った。
勝どき警察署刑事課強行犯係長（警部補）
演 - 桜金造
管轄の境界線上で青島ら湾岸署の刑事たちとにらみ合う。
『THE MOVIE』の冒頭にも登場し、和久・魚住・真下らに「空き地署は帰れ」という。

#### 第4話
大木茂
演 - 井上慎一郎
捜査第一課が追っていた2年前に起きた重要事件（強盗傷害事件）の逃走被疑者。1975年生まれ。『THE MOVIE 2』の時点では第一審で審理中。
金髪の男
演 - KEE
大木が通っていたクラブの客。（大木を追っていた）青島の目の前で女性に暴力を振るう。
その他
演 - DJ DRAGON、沢井小次郎、滝本せいこ

#### 第5話
- 野口達夫については、#ヤツらを参照。
- サラリーマン（美濃部藤吉）については、#『警視庁捜査資料管理室 (仮)』登場を参照。

女の子
演 - 川崎愛、小池栄子、永松恵子、真崎麻衣
サラリーマンの援助交際希望者。

#### 第6話
- 岩瀬修については、#ヤツらを参照。
- 一倉正和については、#警視庁を参照。

篠原ともえ
演 - 篠原ともえ（本人役）
春の交通安全キャンペーンの中、「湾岸署1日署長」を行う美少女アイドルとして本人役で登場。和久は彼女の大ファンであり、青島にサインを代わりに貰ってきて欲しいと頼んでいた。
真行寺のおばちゃん
演 - 石井トミコ
張り込み現場の隣人。後に『秋の犯罪撲滅スペシャル』で青島の捜査協力者として再登場した。
矢沢奈津子
演 - 名須川京子
雪乃の友人。雪乃に部屋を貸している。
篠木
演 - 谷村好一
湾岸警察署生活安全課保安係係長。警部補。青島と和久に張り込みを依頼する。
八木
演 - 宇梶剛士
湾岸警察署生活安全課保安係。巡査部長。青島たちと一緒に柏木雪乃を調べていた。雪乃に対して強硬な態度をとるが、本庁には従順な刑事。
大家
演 - 水森コウ太
張り込み先の大家。張り込みは秘密裏であったため、青島と和久に何度も静かにするよう言われる。
男
演 - 今井耐介
湾岸署に連行され、魚住に取り調べを受ける男。魚住に暴行した。
捜査員
演 - 村山青児
湾岸警察署生活安全課保安係の捜査員。
配達員
演 - 石塚透
カエル急便・航空便の配達員。雪乃に荷物を届け、その後青島らに受取書を確認された。
管理人
演 - 三川雄三
矢沢奈津子のマンションの管理人。家宅捜索に同行した。

#### 第7話
- 岩瀬修については、#ヤツらを参照。
- 一倉正和については、#警視庁を参照。

龍村
演 - 真木蔵人（第10話）
六本木の中華料理店のオーナーだが、実はその店は会員制の非合法カジノ。六本木の裏社会で生きる者達（通称モグラ）のドンで、街の裏世界の事情に通じている。和久に世話になった過去があり、その秘密の情報源である。魚好きで、情報提供の見返りに和久から希少な魚の図鑑を受け取り、目を輝かせる。ドラマ終盤で青島に対し、かつて和久の部下を殺害した犯人の情報を提供する見返りに、軽犯罪者を見逃すという取引を持ちかける。定年退職間際の和久を慮る青島は決断に苦しむが、自分の警察としての信念を曲げない事を龍村に宣言し、取引を断る。その後、龍村は湾岸警察署に「あなたの後輩（青島）は正しいが、退屈だ。和久さん、あなたにそっくりだ」と皮肉を書いたFAXをよこすと共に、その情報を警察に提供する。
大河内
演 - 浅野和之
警察庁刑事局・厚生省（放送当時。現厚生労働省）出向。テレビシリーズ以前に杉並署に所属しており、その頃和久に「正しいことをしたければえらくなれ」と言われる。平成14年4月、和久の娘と結婚し、娘婿になる。同人はその10年ほど前に前の妻を亡くしており、この結婚は再婚である。
墨田綾子
演 - 佐伯伽耶
岩瀬の恋人で大企業・初芝貿易の対米営業課のOL。1972年生まれ。『THE MOVIE 2』の時点では第一審で審理中。
店員
演 - 白岩遊馬
和久が尋ねた本屋の店員。
女性社員
演 - 澤口夏奈子、小野砂織、飯田訓子
初芝貿易のOLで、全員口が悪い。喫煙所で青島に墨田のことを話す。
受付
演 - ひがたともこ
初芝貿易の受付係。青島に電話を奪われる。
フロント
演 - 高杉航大
岩瀬が滞在するホテルのフロント。青島に協力を要請され、岩瀬の部屋を開ける。
社員
演 - 田中智也
初芝貿易の社員。
若い店員
演 - 西條直樹
龍村のバーの店員。
捜査員
演 - 鷲巣知行、吉満涼太
警備員
演 - 森山米次

#### 第8話
科学捜査研究所プロファイリングチーム
※実際のプロファイリングチームは事務職の警察技官であるが、劇中では「専門職採用の警察官」という設定になっている。
中央
演 - 袴田吉彦
リーダー格で、「刑事が捜査する時代は終わった」と和久を馬鹿にする。犯人に接する態度が機械的であったため、取調中に逆上した犯人に暴行された。
専修
演 - 山下徹大
金髪で顎鬚を生やした顔で、挙動不審な言動をするため、一見すると警察関係者には見えない。
法政
演 - 永堀剛敏
眼鏡のデジタルカメラおたくで、和久のことを「天然記念物」呼ばわりした。シャッターを切ることで感情を表現するのが癖。
愛
演 - 西秋愛菜
一人で留守番をしている時に空き巣犯の久保田に入られ、湾岸署ですみれに保護された時は怯え切った表情を見せるが、雪乃と接している時から心を開いていく。
久保田稔
演 - 石塚英彦
体重100キロの巨漢だが気が小さい。倉庫の作業員。和久がプロファイリングに対抗して特定した殺人容疑者だが、実はすみれが追っていた窃盗犯だった。応接室で何も答えずに立ち去ろうとしたため青島に「質問に答えろ!!」と胸倉を掴まれるが和久になだめられる。1961年生まれ。懲役3ヶ月、執行猶予1年の判決を受ける。
渋谷優太
演 - 岡安泰樹
大学生。プロファイリングチームの犯人像に一致した殺人事件の被疑者。プロファイリングチームの人を見下した取り調べに対して怒り殴りかかる。その後、青島になだめられた後で自分が本当に犯人だと自供した。1974年生まれ。『THE MOVIE 2』の時点では第一審で審理中。
中村
演 - 梨本謙次郎
本庁の捜査員のような服装で湾岸警察署に出入りするが、実は新聞記者。青島に情報提供者として協力しており、「中村ちゃん」と呼ばれる。
科学捜査研究所幹部
演 - 平野稔
科学捜査研究所幹部
演 - 野村昇史
愛の父親
演 - 加門良

#### 第9話
武下純子
演 - 安永亜衣
彼女の不倫相手の男・吉田進一郎が妻・みどりを殺害した品川区主婦撲殺事件を受け、湾岸署に保護された愛人。ワイドショーのレポーターなどマスコミからの取材攻勢を受けるが、本人は事件に関してほとんど他人事のようにしか思っていない。高飛車な性格で、湾岸警察署の面々を振り回す。最初は自分を署に連行したことで刑事を嫌ったが、青島が自分を佐伯から守ったことで感謝する。
佐伯五郎
演 - 阿部サダヲ
会社員。品川区主婦撲殺事件の被害者・吉田みどりの兄。事件の原因を作った武下純子に復讐するため、マスコミに紛れて武下純子が保護されていた湾岸警察署にナイフを持って侵入。この時、純子を庇った青島を刺した。和久と雪乃に説得されて改心し、刺された青島から「リンゴを剥いてる途中に手を滑らせてナイフが刺さった」と庇われて立件されなかった。1961年生まれ。『THE MOVIE 2』の時点では更生し、地元のボランティア施設で働いている。
青年
演 - つぶやきシロー
自殺志願者。大学受験に二浪した上、たまごっちが死んだため飛び降り自殺を図ろうとする。青島と和久に説教を受けたのち、保護される。演じたつぶやきシローが芸人であるためか、自分が説得されているはずなのにいつの間にか立場が逆転していたり、「これからは自殺するなんてつぶやきません」と発言したり、（番組名が『踊る大捜査線』なのに）「誰も踊ってない」とツッコミを入れたりしていた。1976年生まれ。
レポーター
演 - 大木凡人・奥山英志・平松あゆみ・てらだちなつ
品川区主婦撲殺事件で保護された武下純子を取材するため執拗に追いかけ、湾岸署に乗り込んでくる。しかし、途中で大物アイドルの結婚が発表されたため、一斉に散っていった。

#### 第10話
- 刑事局長については、#警察庁を参照。

安西昭次
演 - 保坂尚輝（第11話）
最終エピソードの犯人。白波船舶の廃棄鉄鋼運搬船の作業員だが、その傍ら東南アジアから密造銃の密輸、密売を行っていた。かつて和久が八王子警察署にいた頃に強盗事件を起こし、目撃した和久の部下・大川を刺殺してフィリピンへ国外逃亡した（トシとはこの時に出会っている）。その6年後、日本に帰国し、街中で通りがかりに職務質問した真下を銃撃して瀕死の重傷を負わせた。また安西を捜索中、偶然遭遇した青島とすみれに躊躇うことなく銃撃を加えるなど、かなり危険な人物である。
その安西と青島たちが遭遇した場所は、安西がたびたび通うイメクラで、真下のファンであるその店の従業員が安西の顔を憶えていたため警察に通報した。その従業員によると、安西は婦人警官のプレイでいたぶられると興奮するという性癖を持っているらしい。
山部から教わった銃の密売に利用していた店で、待ち伏せていた室井・青島らによって確保された。『THE MOVIE 2』の時点では第一審で審理中。小説版は「安藤昭次」という名前で登場。1969年生まれ。
結婚式場の男
演 - 渡嘉敷勝男
本職は理髪師。結婚資金不足のため潮風公園でサラリーマンを恐喝した。青島達が追っていたところ、着物を身に纏ったすみれと岩本のお見合い現場に出くわし、すみれの回し蹴りで身柄を確保された。1969年生まれ。第一審で懲役6ヶ月、執行猶予2年の判決を受け結審する。結婚は破談になった。
岩本
演 - 伊藤芳則
警視庁丸の内警察署副署長（警視庁出向中）・警視。
警察の広報誌に載ったすみれの写真に一目ぼれしてお見合いすることになったキャリア警察官。お見合いをしたものの、同じホテルで青島らが犯人を取り逃して追いかけ回している所に出くわしてしまった上に、着物姿で犯人に回し蹴りを食らわしたすみれに怯えて、お見合いは破談になってしまう。犯人と鉢合わせした際、すみれの後ろに隠れて盾にするといった気弱な面がある。
トシ
演 - 吉田朝
警官殺害の容疑者として湾岸警察署に連行された青年。実は国外逃亡を図った安西とはフィリピン在籍時からの知り合いで、安西から聞いた警官殺しの話を自分がやったことのように周囲に話していたというだけだった。取り調べで真実を語り終えると和久から平手打ちを食らい、「安西はチャカ（拳銃）を持っている」と語った。
マイケル
演 - マキシ・プリースト（第11話）
龍村の経営するカジノのディーラー。
織田裕二が唄う同作品の主題歌「Love Somebody」にコーラスで参加している縁で本編にも出演。
警視庁警務部人事第一課監察官
演 - 須永慶
階級は警視。青島と龍村との癒着問題を取り上げ室井に圧力をかけてくる。
警視庁警務部人事第二課監察官
演 - 望月太郎
階級は警視。八王子警察署の警察官殺しの事で捜査第一課の刑事は動員しないで所轄のみでやることを室井に言う。
看護婦
演 - 宮脇順（第11話）
無線
声 - 遠藤守哉

#### 第11話
- ××倶楽部店長（小守泰次郎）については、#『警視庁捜査資料管理室 (仮)』登場を参照。
- 吉田のおばあちゃんについては、#複数作登場の主要人物を参照。

東京拘置所所長
演 - 中丸新将
山部良和が収監されている拘置所の所長。青島の演技と室井の超法規的措置にまんまと騙される。
真下警視長
演 - 有川博
湾岸署を指揮監督する上部組織、警視庁第一方面本部の本部長。階級は警視長。真下正義の実父。犯人に撃たれて重態の息子、正義を見舞う。「息子も警察官。覚悟はしていた。」と述べるも「捜査がある」と短時間で退室した。雪乃のことを息子から聞いていたらしく「息子がお世話になっているそうで。」と声をかけた。ちなみに方面本部長という警視庁の要職にある立場だが、まだ警部補であり逮捕状の請求ができない息子に代わって雪乃の逮捕状請求をしたり、息子を湾岸署の強行班係長や刑事課長代理にさせるなど、息子には甘い模様。
白石
演 - 堀真樹
イメクラ店「××倶楽部」の店員。真下の個人サイトの利用者で、安西の情報を青島たちに提供。
山本
演 - 山本シュウ
カジノバー「ONE EYED JACK」のオーナー。同バーでは毎週水曜に非合法な武器の売買が行われていた。

### 踊る大捜査線 歳末特別警戒スペシャル
- 鏡恭一と現金輸送車強奪犯については、#ヤツらを参照。

不良少女
演 - 広末涼子
氏名は不明。これまでにも家出・万引きなどで数回補導されている。東京ジョイポリスのチケット売り場で、反町隆史のライブチケットを女子高生からカツアゲをしていて捕まった。まだあどけなく今時な性格をしているギャル。鏡恭一と面識があり、青島にさっき調書とったのが鏡だと教えると、青島が彼を追った隙にトンズラした。1980年生まれ。
藍原誠治
演 - 伊藤英明
すみれがスチュワーデスだと偽って参加した合コンで知り合った男性。すみれが刑事だとばれた後もスキーに誘おうと湾岸署にやって来たが、そこで刑事課篭城事件に巻き込まれてしまう。男気のある好青年で、鏡に銃を向けられた時も必死にすみれを守ろうとする。すみれが刑事でもかまわないと言って腕時計をプレゼントとして渡そうとするが、振られて返されてしまう。なお、同人についてはこの事件を切っ掛けに警察官になり湾岸署に配属されるという設定で『秋の犯罪撲滅スペシャル 』での再登場が企画されたが演じた伊藤英明が売れっ子になってしまったためキャスティングは実現しなかったという。
孫娘
演 - 仲間由紀恵
湾岸署管内で発生した大凪駅前マンション殺人事件の被害者・北見幸之助（71歳）の孫娘。氏名は不明（ドラマの中では「被害者である北見幸之助と同居していた息子夫婦の娘」とされており、公式設定資料集「踊る大捜査線 湾岸警察署事件簿」にも「孫娘」とのみある）。事件のショックで失声症になるが、同じ経験を持つ雪乃の話を聞き心を開き言葉を取り戻す。
魚住アンジェラ
演 - エレナ・イヴァノヴァ
魚住二郎湾岸署刑事課強行犯係係長の妻でフィンランド人。夫の魚住が妻の浮気を疑って尾行したり写真を撮ったりしたために夫婦げんかになってしまい、年末の忙しい湾岸署に乗り込んで来て、そのまま篭城事件に巻き込まれる。なお、浮気疑惑自体は翻訳のアルバイトのために会っていた大使館員の親戚を浮気相手だと思ってしまった魚住の誤解から出たものであり、そのことが明らかになったため事件中にけんかは和解している。魚住の発言の中ではテレビシリーズ時から出てくるのだが、実際の出演は『歳末特別警戒スペシャル』のみ。『THE MOVIE 2』の時点では別居して本国に帰ってしまった事になっている。演じているのはロシア人で、役者ではなくロシアからの留学生である。これはリアリティーを追求するため工夫であったのだが、その後役を演じた留学生が本国に帰ってしまったために『THE MOVIE 2』には出演して貰うことが出来ず、やむを得ず別居という設定になってしまったものである。
『THE LAST TV』では、国際結婚の難しさを語るシーンで家族写真として登場。先述の事情もあってか、過去と現在2枚の写真で別人のように変化した容姿という演出がなされた（異なる演者）。
益子署長
演 - 浅沼晋平
警視庁杉並北警察署 署長 警視
青島が異動した杉並北警察署の署長。警視庁が出した青島の湾岸署に辞令の人事通達を2ヶ月以上も放置し、室井に「警察官を書類の中に埋もれさせるな」と叱責される。
警視庁刑事部長
演 - 西岡徳馬
階級は警視監。湾岸署占拠事件により設置された本庁対策本部にて陣頭指揮を執る。『秋の犯罪撲滅スペシャル』時点（作中10ヶ月後）では、多田野が刑事部長のポストに就いている。
警視庁警務部長
演 - 村上幹夫
警視庁警務部人事課長
演 - 岸本功
青島の人事がどうなっているのかという室井からの問い合わせに当初の約束通り湾岸署に戻す発令がなされていると返答した。

### 踊る大捜査線 番外編 初夏の交通安全スペシャル
桑野冴子
演 - 渡辺えり子
勝どき警察署交通課主任 巡査部長
『初夏の交通安全スペシャル』に登場。産休の岸本巡査長に代わり湾岸署に出向している。鬼教官として夏美の指導を行う。常に部下には厳しい態度で接し、ルールを重んじる堅物として周囲の人間からは恐れられる存在だが、根は人情家。堅物であるため、青島の行動を否定的に見ており「1年以内に殉職確実」と評しているのに対し、室井のことは「本当の警察官」と肯定的に賞賛している。それゆえ、当初は青島と似た信念を持ち行動する夏美が理解できず、事あるごとに夏美を批判し、いさめていた。ある事件に巻き込まれた夏美を救うために獅子奮迅の活躍を見せた後は、夏美とも和解した。
趣味は社交ダンス（映画『Shall we ダンス?』のオマージュ）。
香山亮子
演 - 西牟田恵
夏美と桑野の目の前で自動車事故を起こした女性。憔悴しきった表情で裸足だったため夏美に怪しまれる。その数日後、大音量のステレオを流し自宅マンションの浴室で手首を切り自殺を図るが、近隣住民からの通報を受けて駆けつけた夏美らに発見され、桑野が応急処置をしたため一命を取り留めた。
片岡
演 - 本宮泰風
殺し屋。実は夏美が飲みにいった店で偶然遭遇した男。レミントン357弾（デザートイーグル）で銃殺事件を引き起こし赤のトランザムで逃走したが、警ら中の夏美によって確保される。

### 踊る大捜査線 秋の犯罪撲滅スペシャル
- 柏田郁夫については、#ヤツらを参照。
- 川野純一郎については、#警視庁を参照。
- 警察庁の長官、長官官房長については、#警察庁を参照。

相良純子
演 - 大塚寧々
湾岸署管内で発生した放火殺人未遂事件の教唆犯。柏田郁夫に金を渡して恋人（というよりヒモ）である橋本正史を焼き殺そうとする。海外に逃亡しようとするが成田空港で捕まってしまい、新城の命令で青島たちが引き取りに行くことになったが、途中で立ち寄ったドライブインで発生した強盗事件の混乱に乗じて逃亡してしまう。実は恋人・橋本正史に暴力を受けており、すみれに助けを求める。1968年生まれ。当時の罪名は、放火殺人未遂の教唆委託容疑。
橋本正史
演 - 山本密
放火殺人未遂事件の被害者。相良純子の恋人（というより純子に依存して生活していた）で、純子に何度も暴行を加えていたかなり危険な男。青島の取り調べで自分の罪に関する、青島の情報屋達が集めた証言メモの数々を突きつけるが自分の非を認めぬばかりか、署内でゴルフクラブを手に暴れるも最終的には逮捕された。
東京消防庁予防部 主任火災調査官
演 - 萩原流行
放火現場で青島と敵対。放火事件における消防と警察の縄張り意識を持ち出し、捜査に来た青島たちを恫喝して現場から追い返した。もっとも、その理由として「湾岸署が幾度も火災現場を荒らすような捜査をしてしまっていた」という背景が同時に語られている。
渡瀬
演 - 光石研
首席監察官補佐・警視。首席監察官となった室井の腹心で所轄差別を好むが室井の命令には従順。室井に対する青島の態度を諌めた。
- 演じる光石研は『踊る大予告編』において亀川プロデューサー役としても出演している。

南 捜査員
演 - 池内万作
警部補。新城の命令で青島たちと相良純子を引き取りに行くが、帰途に立ち寄ったドライブインで2人組の強盗にあっさり人質にされる。事件後、本庁の人間ということで処罰を免れる。
りんかい線職員
演 - 高木ブー
東京テレポート駅員。無銭乗車しようとした和久を呼びとめる。
従業員の女
演 - 長野里美
青島たちが立ち寄ったドライブインにいた女。関節技の達人で強盗事件が起きたとき、隣の部屋に隠れ青島を強盗犯と間違え取り押さえる。
強盗
演 - デビット伊東
青島たちが立ち寄ったドライブインを襲った2人組の強盗の兄貴分。青島と同じ色のコートを着ている。青島に逮捕されてからしばらくした後、護送車の近くにいた青島に気付き弟分と共に恨みを込めて悪態をつけるが、事情を知らない和久に青島は「刑事は（自分が逮捕した犯罪者に）恨まれるのが仕事」とだけ答えた。
強盗
演 - 定岡正二
青島たちが立ち寄ったドライブインを襲った2人組の強盗の弟分。要領が悪い。
女子社員
演 - 畑野浩子
三芝エレクトロニクス社の女子社員。暴行されかけたところを青島に助けられた。
部長
演 - 深水三章
三芝エレクトロニクス社のシステム営業部長。青島の潜入捜査を唯一知っていた模様。刑事として復帰する青島にコートを渡した。
暴行犯
演 - 島田洋八
社内連続暴行事件の被疑者で、三芝エレクトロニクス社の課長。被害者から訴えられないよう、犯行現場を録画して脅す卑劣漢だが、潜入捜査中の青島に現行犯で逮捕された。
銀行幹部
演 - 大塚周夫
三芝エレクトロニクス社の顧客。潜入捜査中の青島を「理想の営業マンだ」とほめる。
女を泣かせた男
演 - 大倉孝二
魚住の事情聴取中、女を殴り、すみれに「女殴るヤツが男みたいな言葉使うんじゃない」と一喝される。
初老の制服警官
演 - 沼田爆
収賄の容疑で室井の取り調べを受ける。

### 踊る大捜査線 THE MOVIE 湾岸署史上最悪の3日間!
- 日向真奈美と坂下始については、#ヤツらを参照。
- 警察庁長官官房総務審議官については、#警察庁を参照。

中倉繁
演 - 小梶直人
副総監誘拐事件実行犯の1人で、会社員。もともと日向真奈美が主催する犯罪研究サイトの参加者で、リーダー格の坂下始ともこのサイトを通して知り合い架空の誘拐事件を計画して話し合っていた。
葉山誠二
演 - 一条康
副総監誘拐事件実行犯の1人で、予備校生。もともと日向真奈美が主催する犯罪研究サイトの参加者で、リーダー格の坂下始ともこのサイトを通して知り合い架空の誘拐事件を計画して話し合っていた。
坂下始の母親
演 - 大塚良重
青島が自宅に踏み込んできた時の様子を見るに、息子に対しては低姿勢で気弱な面が目立ち、いわゆる「悪い子を叱れない母親」である模様。しかし、青島に逮捕されそうになった息子を守るため、青島を包丁で刺す。彼女の行為は現実の刑法に当てはめると「傷害罪」、「公務執行妨害」になるので、年単位の懲役刑を課されるのが普通だが、息子と違いその後は特に描かれていない。
大林中隊長
演 - 隆大介
警視庁刑事部捜査一課第一特殊犯捜査（SIT）専任管理官・警視。上層部の命令には従順な鉄面皮の警察官。形式上は木島の上司。島津1課長同様に叩き上げのノンキャリアである。そのため本庁側の人間にしては珍しく「青島さん」と呼び敬語で話すなど横柄な態度ではない。青島重傷の報告には動揺を隠せずにいた。
SIT捜査員
演 - 津田寛治
大林の部下。大林の命で青島に大量の検証写真を見せ徹夜させる。
SIT女性捜査員
演 - 久世星佳
副総監の娘になりすまし被疑者に接触。副総監の自宅や身代金受け渡し場所で電話を受ける。
久世本人は宝塚退団後の初映画出演・しかも『踊る』劇場版への出演ということで相当に燃えていたが、会議室のモニター越しのみの出演（それも撮影は民生用デジカムのみ）で同作の本広克行監督も「申し訳ない」と平謝りだったという。
警察庁次長
演 - 原田清人
警視庁からの五千万の公費要請を警視庁に打ち返す。身代金受け渡し場所に屯した女学生の退去や現場の独断専行禁止を室井に指示。万が一の場合、責任を取るように室井へ訴えた。形式上は池神の上司になる。
吉田副総監の妻
演 - 深谷みさお
女性看護師
演 - 木村多江
負傷後の青島が入院した病院の女性看護師。一刻も早い復帰を目指してリハビリを行う青島を見守る。胸元のネームプレートによると、苗字は「木島」。

### 踊る大ソウル線
イ刑事
演 - イ・ヘスク
和久が八王子署時代に研修で来て知り合った刑事。
チョ刑事
演 - チョン・ヘヨン
元ミスコリアの刑事。

### 踊る大捜査線 THE MOVIE 2 レインボーブリッジを封鎖せよ!
- 増田喜一については、#ヤツらを参照。
- 里香子については、#『警視庁捜査資料管理室 (仮)』登場を参照。
- 国見昇と高橋健三と三島龍也と中島高志と瀬川吉雄については、#台場会社役員連続殺人事件の犯人グループを参照。
- 小松彩夏演じる女子高校生については、#その他の湾岸署職員（複数回登場）を参照。
- ガールズ7については、#観光者相談係を参照。
- 眞島秀和が演じる捜査一課捜査員については、#警視庁を参照。

江戸りつ子
演 - 小西真奈美
2件目の殺人事件の目撃者。殺された会社役員の会社に勤めている。殺人を目撃したことで仕事を休もうとしたが、沖田に焚き付けられ、青島とすみれの警護の元、会社主催のパーティに出席する（実際は犯人をおびき出すための囮）。警察の作戦は失敗に終わったが、警護の御礼にと新品のコートを青島にプレゼントする。このときの出来事が沖田に所轄の仕事を否定され落ち込んでいた青島を立ち直らさせた。間接的に青島が初心を取り戻すきっかけとなった人物。
りつ子の上司
演 - 高嶋ちさ子
りつ子の会社の上司。パーティーでの青島のコート姿に冷めた視線を送り、コートを脱ぐようりつ子に伝える。
スリ一家
- 里香子については、#『警視庁捜査資料管理室 (仮)』登場を参照。

ペアルックを着た、「絵に描いたような幸せそうな家族」を演じている。この一家は実は本物の家族ではなく、何度もすみれに逮捕されたスリの常習犯である「母親」がスリをやりやすくするために、父親とその子供（こちらは本当の親子）を雇ったという関係である。この四人はストーリー冒頭における、青島の通勤シーンでも登場している。連続殺人グループのメンバーである国見昇の財布をすったところが監視モニターに映っていたため、すみれに逮捕された。
母親
演 - 山下裕子
この「母親」だけが本物のスリ常習犯であり、3人を雇った。テレビシリーズ第6話に、すでに湾岸署で恩田すみれに取り調べを受けているスリの常習犯として登場している。『秋の犯罪撲滅スペシャル』にも万引き常習犯として登場して、テレビシリーズと同様に湾岸署で恩田すみれに取り調べを受けており、「万引きを辞めたくても辞められない。この指を切り落としてくれ」などとすみれに訴えている。
父親
演 - 原田修一
リストラで無職になり金に困っていたため、2人の子供とともに本職のスリである「母親」に雇われた。
長男
演 - 神木隆之介
妹と一緒に道を尋ねるふりなどをして、スリの標的の注意をそらせる役目を果たしていた。
国土交通省職員
演 - 池田成志
レインボーブリッジを封鎖しようとした警察に許可を取るように求める。
東京都港湾局職員
演 - 岩田和樹
レインボーブリッジ封鎖について湾岸署員と国土交通省が問答しているところへ車で乗り付け、港湾局にも併せて許可を取るように呼びかけた。
事務職員
演 - 近江谷太朗
湾岸署警務課の制服事務職員。
警視総監
演 - 江原達怡
事件を解決した室井たちに警視総監賞を授与する。
警視庁総務部広報課カメラマン
演 - 八十田勇一
警視庁初の女性管理官となった沖田を宣伝すべく、カメラを回し続ける。沖田の暴走と青島・室井の言葉を目の当たりにしてからはカメラを下ろし、連続殺人犯の潜伏先捜索に協力した。
警視庁刑事部捜査一課捜査員
演 - 小須田康人

警視庁刑事部捜査一課捜査員
演 - 松本圭未

警視庁刑事部捜査一課捜査員
演 - 佐々木蔵之介

### 交渉人 真下正義

#### TTR（東京トランスポーテーション・レールウェイ）
『逃亡者 木島丈一郎』にも劇中のテレビ画面に矢野が映るシーンがある。
片岡文彦
演 - 國村隼
TTR総合指令室総合指令長。
クモの巣のように張り巡られたTTR全路線の運行を指揮する総責任者。強面で仕事には厳しいが、先輩の熊沢には頭が上がらない。母と2人暮らしで、自分の母を「お母様」と呼ぶ。広報の矢野に対しては「笑うな」と命じるなど特に厳しく接しているが、実は片岡自身も広報出身である。飄々としている真下に最初は敵意をむき出しにするものの、真下の「本気」をみて態度を軟化させ、事件解決のために彼をサポートする。
矢野君一
演 - 石井正則
TTR広報部・広報主任。
「広報は常に明るく愛想よく」がモットー。指令室では常に真下の隣に立って地下鉄やTTRに関する情報を提供するが、お喋りが過ぎてよく片岡に叱られる。HOゲージの鉄道模型を収集している。妻子持ち。
長田篤嗣
演 - 岩杉宏二
TTR総合指令室運輸指令長。
蒲生克哉
演 - 樋渡真司
TTR総合指令室電力指令長。
山越考雄
演 - 小林隆
TTR総合指令室施設指令長。
清水将介
演 - 中村育二
TTR総合指令室車両指令長。

#### その他
熊沢鉄次
演 - 金田龍之介
かつてTTRに在籍していたが、最新のコンピュータシステムの導入に伴って必要が無くなり引退した「線引き屋」（列車ダイヤを組む専門職。過去には実際に存在したがかなり昔に廃止された役職）。自身を「お払い箱」と形容しており、弾丸ライナーの事件発生により急遽呼ばれ臨時ダイヤを組む。片岡ら指令所の面々が真下を敵視するなか、地下鉄マンとして助言を与えるなど快く接している。
片岡智代
演 - 八千草薫
片岡文彦の母親。新宿シンフォニーホールのエントランスで息子を待つ。
前主十路
演 - 西村雅彦
15歳のとき音楽の勉強のため単身ドイツに渡り、帰国して指揮者として活躍した後10年ぶりに凱旋帰国した伝説の指揮者。新宿シンフォニーホールで開催された「クリスマス・イヴに聴くラヴェルのボレロ」で指揮を執る。名前は、正しくは「まえぬし かずみち」と読むが「マエストロ」にかけてあり、本広克行が演出をつとめていた西村雅彦の初主演作である『MAESTRO』とリンクしている。
スノーマンズ交響楽団の打楽器奏者の1人
演 - 今井朋彦
「ボレロ」でシンバル演奏を担当する。彼が演奏するシンバルが、コンサートホールに仕掛けられた爆弾の起爆スイッチになっていたため、鳴らす寸前で木島ら捜査員に取り押さえられ阻止される。エンディングのスタッフロールでは木島らが彼に頭を下げている写真が見られる。
PR映像ナレーター
演 - 若本規夫
矢野が制作を指示した「クモE4-600」を紹介する動画でナレーションを担当。

#### 弾丸ライナー
本事件の被疑者。台場会社役員連続殺人事件（『THE MOVIE 2』）解決を報じるニュース番組で真下のインタビューを見て、真下に挑戦状を叩きつける。フリーゲージトレイン「クモE4-600」を乗っ取り、携帯電話を使って遠隔操作をしながら、黒い「カエル急便」の車両で都内を逃走する。電話の際は常にボイスチェンジャーで声を加工している。
デモンストレーションで葛西第二公園のゴミ箱を爆破させる。その後TTRの東車両基地を爆破したのち、最終目標として雪乃がいる新宿シンフォニーホールにオシロスコープ付きの時限爆弾を仕掛ける。真下と雪乃のイヴ当日の行動を知っていたり、「カエル急便」の車両内に真下の写真があることなどから、おそらく真下のストーカーではないかと推測される。声紋解析の結果、8年前（1996年5月）に警視庁へのいたずら電話で厳重注意処分を受けた羽田 裕一（はだ ゆういち）が重要参考人として浮上したが、羽田は既に交通事故で死亡していた（後述）。
厳重なセキュリティで守られている警視庁のサーバーをクラッキングしたり、TTRのサーバーに時限式プログラム（スリーピング・ボム）をセットして自動列車運転装置（ATO）を無効化したりするなど相当の技術を持っており、「第一級クラッカー」に認知される。古い映画や小説を好んでいるようで、『ジャガーノート』、『オデッサ・ファイル』、『愛と哀しみのボレロ』、『深夜プラス1』、映画作曲家のフランシス・レイ、ミシェル・ルグランをヒントとして真下に告げていた。
真下との会話では緊張もなく常に小馬鹿にしたような態度で翻弄していたが、終盤に進むにつれてやや苛立ちを見せるようになっていった。
真下への「挑戦」の総仕上げとして新宿シンフォニーホールの爆破を試みるが、警察とTTRの連携により阻止され失敗。占拠していた「クモ」もSATの狙撃で破壊された。直後にホールの地下駐車場から出たところを真下に発見されるも、声をかけようとする真下を嘲笑うかのように停止と発進を繰り返したのち、最後は車ごと自爆。結局、劇中でその姿を現すことは一度もなかった。遺体は発見されなかった模様で、事件解決後のTTR社長による記者会見や本作の後日談にあたる『容疑者 室井慎次』の作中において新宿北警察署の刑事課で読まれていた新聞の「消えた!?弾丸ライナー」という記事にあるとおり「生死不明」の扱いになっている。
『踊る大捜査線』シリーズ全編を通して、顔を含め姿を一切みせず逮捕もされなかった唯一の被疑者でもある。
なお、真下と会話する「弾丸ライナー」の声はクランクイン前の台本読みの際に芝居のうまかった複数のスタッフを本広が指名し、その声を加工して作ったものである。選ばれたスタッフは7人。さらにスタッフに加え、雪乃を演じた水野美紀も1ヶ所のみではあるが声を当てている。
羽田 裕一
TTRのコンピュータシステムの構築に関わった会社の1つ「デジタル・グローバル・ライナー（DGL）」の元社員。1996年5月13日、24歳の時に警視庁へのいたずら電話で身柄を確保されたが、厳重注意処分を受け釈放される。当時の声紋が真下の携帯電話に掛かってくる「弾丸ライナー」のものと一致するが、羽田本人は釈放後間もない1996年5月27日に交通事故で死亡し、遺族にも確認がとれているという。

### 容疑者 室井慎次

#### 津田法律事務所
小原久美子
演 - 田中麗奈
昭和55年生まれ。
東京都出身
最終学歴・日本大学。
弁護士になってまだ半年の新米弁護士。津田の指示で室井の担当弁護人となる。元陸上部という体育会系で、普段は明朗快活とした印象だが、過去にストーカーに襲われナイフで頬を切られた苦い経験がある。この事件の際に、警察による不誠実で的外れな対応を受けたことが原因で、警察を嫌うようになった。その件については、後に室井が謝罪している。また、細身の外見によらず大食漢である。
津田誠吾
演 - 柄本明
弁護士
昭和25年生まれ。
静岡県出身
最終学歴・立教大学。
津田法律事務所・所長。市役所に勤める公務員だった父親を喜ばせるために訴えられた公務員を守る裁判を得意とするようになる。潜水艦事件のとき青島の弁護を行い無罪に持ち込んだ。しかしそのことで対立した自衛隊の反感を買い、さまざまな妨害を受けたために仕事が無くなってしまう。それに対して何もしなかったことから事務所にいた弁護士も全て出て行ってしまい、妻も子供を連れて出て行ってしまった。その後新米弁護士の小原久美子がやってくるが、自分は何もせず全て任せきりにしている。
事務員
演 - しのへけい子
津田法律事務所の事務員

#### 警視庁新宿北警察署
工藤敬一
演 - 哀川翔
警視庁新宿北警察署刑事課強行犯係巡査部長
昭和39年生まれ。
東京都出身
『容疑者 室井慎次』に登場。一見強面の風貌だが人情味のある刑事で刑事課のリーダー格。実家は新宿の繁華街にあるとんかつ屋で、育った地域にアジア系外国人が多かったことから、日常会話程度で韓国語、タイ語、中国語、フィリピノ語が話せる。高校生の頃は喧嘩に明け暮れていたが卒業を前に地元の暴力団幹部から「おまえはまっすぐすぎてスジものにはなれない。トンカツ屋を嗣ぐかこの町の番人になれ」と言われて一念発起して勉強して警察官となる。捜査会議中に池神派と安住派による派閥抗争を見せられた際には、抗争に加わらなかった室井に『背広に楯突いたりはしない』と話しつつ、捜査に対する純粋な姿勢を汲み取り、一倉.金子.坂村.榊原の4人を『お偉いさん』と皮肉混じりに呼び、捜査本部から摘み出そうとした。以降は小原や沖田.新城と共に室井側の人間として親しみをこめて『あんちゃん』と呼ぶようになり、事件解決後には新城に室井の辞表を撤回させるように懇願するなど、室井のために奔走した。捜査では早坂とコンビを組むことが多いが、かつての青島のように室井ともコンビを組んで捜査した。35歳のとき歌舞伎町の風俗店で働く女性を好きになり同棲までするようになったが結婚に踏み切れず現在も独身。趣味はオートレース。
早坂卓治
演 - 田鍋謙一郎
警視庁新宿北警察署刑事課強行犯係巡査長
『容疑者 室井慎次』に登場。工藤とペアになって行動していることが多い。
鈴木英夫
演 - 水谷あつし
倉本二郎
演 - 長坂周
向田敬介
演 - 海老原敬介
山下祐介
演 - 須永祐介
全員、警視庁新宿北警察署刑事課強行犯係巡査長。命令口調で『帰れ』などと言い放つなどキャリア組を目の敵にしていた。一方、工藤同様に室井を信頼し、窮地を救うために奔走した。
神村誠一郎
演 - 山崎樹範
警視庁新宿北警察署地域課巡査
沖縄県西表島出身。
新宿北署管内の交番に勤務する巡査。黒木孝夫と面識があり、目撃情報などから黒木殺害の容疑をかけられる。勤務していた交番での7回目の事情聴取の際に、逃走し、追いかけられて新宿大通りの車道を走り回った挙げ句に交差点に進入してきたトラックにはねられ、即死した。桜井杏子と交際しており、黒木殺害の犯人では無かったが、桜井杏子に頼まれて押収した覚醒剤を横流ししていたり、駐車違反をもみ消したりホストクラブの借金を棒引きにしたりしていた。

#### 灰島法律事務所
灰島が主人公として描かれた『弁護士 灰島秀樹』にも登場。
灰島秀樹
演 - 八嶋智人
灰島法律事務所 代表弁護士
豊富な知識と完璧な理論武装を武器に、裁判に勝つためには手段を選ばない。「真実は金にならない」が信条で、高額の報酬さえ貰えば真実をも捻じ曲げて弁護を行なうため、「訴訟パラノイア」の異名をとる。かといって守銭奴というわけでもなく、裁判も勝つために必要とあらば億単位の金を投入することも辞さない。仕事の際は（裁判に勝つための手段として）相手の情に訴えかけることはあっても、あまり自身の感情を挟むことはない。その手腕は確かで、顧客には政治家・財界人も多い。
篠田真一
演 - 吹越満
副代表 弁護士
灰島法律事務所のNo.2。事務所のマネージャー的な役割を担っており、灰島のスケジュール管理、事務所の金銭管理、マスコミ向け取材時など公の場でのスポークスマン役などをつとめる。灰島からゲーム機を取り上げるのも彼の役目。ミーティング時は事務所の特徴である舞台状テーブルには着かず、全員を見渡すような位置を取る。他のメンバーからも実質的なリーダーとして信頼されており、個人的な悩みの相談を受けたりもしている。
灰島の片腕として働いているが、心から忠誠を誓っているわけではなく、彼の精神的な脆さも心得ている。そのため、灰島が仕えるに値しなくなったと見るやすぐさま反旗を翻し、他のメンバーを引き連れて灰島の敵に回ったこともあった。
事務所の受付嬢とも浮名を流すプレイボーイで5回の離婚歴があり、現在そのうち3人の元妻と裁判中。弁護士としての腕もかなりのもので、灰島が得意とする聴衆の心情を煽るテクニックも使いこなすが、「自分の弁護は苦手だ」と弱音を吐く一面もある。
髪型、特に前髪の形には強いこだわりがあるようだがセンスは独特で、同じく個性的な髪型の根本、流川とは互いに変だと言いあっている。
河野脇子
演 - 松永玲子
弁護士
灰島一派の紅一点で、白のスーツに無表情で濃い目のメイクが特徴。髪型は松永玲子曰く、「ヘルメット」。他人の過去を調べ上げ陥れるのが大好き。灰島のロースクール時代の話を聞いて彼の下で働くことを決意したと語っており、弁護士として灰島を深く尊敬しているようである。また、密かに男性としての好意も抱いているらしく、彼から気まぐれで食事に誘われた時には不似合いなほど派手な赤いドレスを着てきて、不気味な口調でアプローチをかけていた。ショッピングが趣味。
渡部広太
演 - 佐藤恒治
弁護士
コンピューターに強く、インターネットなどを駆使して灰島の裁判相手の調査をするのが主な任務。その能力は高く買われているが、最近では人の過去や後ろめたいことを探ることに快感を覚えるようになってしまい、このままでいいのかと悩んでいる様子。
ボソボソとした不気味な口調で姿勢が悪く、灰島事務所の中でもとりわけ暗い印象の人物。
根本強兵
演 - 野間口徹
弁護士
常に流川と行動を共にし、尾行や証拠写真の収集など諜報的な任務を担当。携帯しているデジタルカメラで事あるごとに写真を撮っている。髪型はマッシュルームカット。時計は流川とおそろい。
流川茂
演 - 村上航
弁護士
根本とともに諜報的な任務を担当し、事あるごとにデジタルカメラで写真を撮っている。外跳ねの効いた髪型が特徴。時計は根本とおそろい。

#### 東京地方検察庁
窪園行雄
演 - 佐野史郎
東京地方検察庁刑事部検察官検事
室井を特別公務員暴行陵虐罪の共謀共同正犯の容疑で逮捕、取調べを行なう。最高検から圧力がかかり室井容疑者を釈放する。
5人の息子がいてデスクにはつねに子供の写真をおいており、子煩悩だが仕事はやり手で私情は一切挟まない。佐野をキャスティングしたのはこの役が『ずっとあなたが好きだった』の桂田冬彦のイメージだったためであり、当初は名前も「冬彦」にしようとしたが「さすがにそれは」ということになりとりやめになったという。
千田実
演 - 野元学二
窪園付きの検察事務官。室井に手錠をかけた。
演じる野元は、デビュー以前に９年間弁護士をしており、本作で弁護士陣の監修も務めた。
検事総長
演 - 品川徹
新城の父親とは旧知の仲。足が悪いのか車椅子に乗っている。新城の依頼により東京地方検察庁に拘留されていた室井を釈放させた。

#### その他
金子
演 - 寺泉憲
警視庁総務部 部長・警視長
警視庁側の人間として室井の捜査をサポートし、時間稼ぎを行おうとする。室井に全面協力をすると話すが、出世抗争に関わろとしない室井を心配そうな目で見ていた。最終的に榊原と互いを労った。
黒木孝夫
演 - 田中圭
被害者
食品輸入会社勤務。新宿3丁目の路上で殺害されているところを発見される。神村誠一郎と面識あり。桜井杏子と付き合っていたが、邪魔に思うようになった彼女が頼んだ石本一馬によって刺殺されてしまう。
神村静江
演 - 田仲洋子
神村誠一郎の母親。
沖縄県西表島在住。灰島らの策略で担ぎ上げられ、息子の事故を世間にアピールするための記者会見に現れる。
深江功太郎
演 - 高橋昌也
民自党相談役
元・警察庁長官で、政界に身を投じ副総理まで務める。室井が警察を辞めるのと引き替えに警察庁と警視庁の対立を終わらせようとした。
桜井宗男
演 - モロ師岡
桜井杏子の父親
高等学校教諭。大久保にある私立高校の副教頭。娘を溺愛しており、事件を知って大金を積んで灰島を雇い、娘に捜査の手が及ばないように仕向けた。
石本一馬
演 - 伊達暁
新宿歌舞伎町の風俗店店員。桜井杏子とつきあっており、桜井杏子に頼まれて黒木を刺殺し、室井に闇討ちした。映画の最後半部分で桜井杏子の父親の自供により新宿北署に逮捕された。
野口浩太郎
演 - 山浦栄
室井の学生時代の恋人・故野口江里子の父親。

### 逃亡者 木島丈一郎
稲垣憲次
演 - 段田安則
警視庁刑事部捜査第一課強行犯捜査担当管理官・警視。
木島とは同期だが破天荒な木島とは対照的に堅物で真面目なため仲は良くない。台東署管内で起きた警察官殺害事件の特別捜査本部長。一見敵をとろうと正義感をみせているようにしているが、その警察官との間にはある密約があり、それを上層部からばれないように指揮を買って出た。室井が設立した交渉課準備室の設置に関しては、批判的。
吉村遼
演 - 篠田拓馬
台東署管内で起きた立て篭もり事件に巻き込まれた少年。実は警察官殺害事件の目撃者で、犯人と稲垣の双方に狙われていた。チキンカツが好物。タバコの煙が苦手。両親は離婚し、同居している父親は家を空けがち、友達はおらず孤独な性格。木島の親友。
木島美津子
演 - 森口瑤子
東京笹塚の小料理店「笹美」の女将。通称：みっちゃん。過去に川村由紀夫に拉致されスーパーマーケットに立て篭もる事件に巻き込まれた後遺症でPTSDに罹り、木島の世話になった。その過程で木島は恋心を寄せるが、木島が照れ性なため、恋愛には全く進行していない。木島のことを丈ちゃんと呼び、眉田班長達のために店を貸切状態にし、木島と吉村の逃走のバックアップをする。後に木島と結婚した。
『深夜もFINAL』では出所した川村由紀夫に夫婦への復讐として爆弾を送られるが、木島や眉田、草壁に救われた。
山城
演 - 梅宮辰夫
元警視庁刑事課長で木島の大先輩。現在は引退して青森で農業を営んでいる。逃亡中の木島を助け、遼にドカジャンとトラックを貸す。木島より長生きするのが夢。警察の垢がよく落ちると感じ、青森に定住している。
坂上隆司
演 - 高橋和也
遼を人質にした立て篭もり犯で、警察官殺害事件の実行犯。
古田
演 - 廣川三志
台東署会計課長・警部。裏金の秘密を守るため殺されるが、その秘密をSDメモリーカードに隠していた。
本庁捜査員
演 - 佐藤拓之
警視庁捜査第一課の刑事。益本の台詞から同じく捜査第一課殺人犯捜査第1係所属とみられる。警察官殺害事件の特別捜査本部に参加、稲垣管理官の指揮で益本らとともに動く。
大宮駅売店のおばちゃん
演 - 野口かおる 
木島らが立ち寄った大宮駅の売店のおばちゃん。
『THE FINAL』では、国際環境エネルギーサミットで起きた誘拐事件の目撃者として、栗山と王から聴取される。
カエル急便のドライバー
演 - 坂田聡 
木島と吉村遼が配送を手伝ったカエル急便のドライバー。ヒッチハイクしていた2人を同乗させてくれた。
『THE FINAL』では、台場で路上駐車したため、青島（交通課応援）にキップを切られてしまう。

### 弁護士 灰島秀樹
灰島法律事務所関係者については、灰島法律事務所を参照。
芦川淑子
演 - 石田ゆり子
東京湾海洋博覧会計画に反対する千葉県・神ヶ浦町住民の代表。夫を亡くしており、夫の故郷で現在住んでいる自分の家が建設用地にかかるということで代表に祭り上げられた。灰島秀樹は淑子に幼い頃に亡くした母の面影を重ね、淑子に好意を抱く。
芦川直道
演 - 中村咲哉
芦川淑子の1人息子。人見知りな性格だが、灰島には何故かよくなつく。かつて喘息を患っていたが、都会から父の故郷である神ヶ浦町へ移り住んだことで喘息が治まった経緯がある。灰島から愛用の携帯ゲーム機（「クモ E4-600」のキーホルダー付き）を譲り受けた。
瀬籐賢三
演 - 野村宏伸
千葉県議会議員。海洋博覧会反対運動で芦川淑子に信頼を寄せられており共に反対運動の先頭に立つ。表向きは海洋博・テーマパーク双方に反対しているが、速水と裏でつながっており長期的にはテーマパークを完成させようと画策し、更にその謝礼金で次の知事選に出るつもりだった。
木下輝子
演 - 深浦加奈子
弁護士。海洋博覧会協会の代理人。過去に灰島ととある民事裁判で争って負けたことがある。
速水龍人
演 - 長井秀和
IT企業大手「ワンダー・コーデック」社長。海洋博覧会の予定地と同じ場所にリゾート型テーマパークを建設する計画を進めており、灰島に1億円で海洋博覧会潰しを依頼する。灰島同様ゲーム好きで、灰島と意気投合する。
三善博之
演 - 春海四方
千葉県議会議員。
安田宗孝
演 - 伊東四朗
民自党所属の衆議院議員。東京湾海洋博覧会協会の会長を務めている。
神ヶ浦町住民3人
演 - でんでん、真下有紀、福井博章
劇中の様子から察するにこの三人の趣旨は単に賠償金・慰謝料目当てで環境保護の観点は皆無のようである。
車イスの老人
演 - 鈴木清順
灰島らが弁護した架空投資詐欺裁判の原告の1人。
受付
演 - 佐藤めぐみ
灰島法律事務所の受付担当。

### 警護官 内田晋三
文部科学大臣
演 - 荒俣宏
『トリビアの泉 〜素晴らしきムダ知識〜』に出演していたことからの出演。
秘書官
演 - 志賀廣太郎
大臣の秘書。
石田光男
演 - 神尾佑
警視庁警備部警護課第4係・巡査部長 （『SP』では昇進し警部補）。
『警護官 内田晋三』に登場。「SP」の登場人物と同一人物である。

### 係長 青島俊作 THE MOBILE 事件は取調室で起きている!
佐山
演 - 浅利陽介
第1発見者。
竹下
演 - 波岡一喜
被害者。
野村
演 - 中村靖日
被害者。
はるか
演 - 板野友美 (AKB48)
被害者。
竜太
演 - 山根和馬
はるかの元カレ。
堂島
演 - 笹野高史
被疑者。
小山田
演 - 姜暢雄
目撃者。

### 踊る大捜査線 THE MOVIE3 ヤツらを解放せよ!
瀬川クミ
演 - 時東ぁみ
『THE MOVIE 3』各事件の実行犯の一人。己の欲望や衝動を抑えることができない模様であり、ピンクのリュックを愛用し、常に持ち歩いている。また、ネットの掲示板で『ロールパン』というハンドルネームで『マロン男爵』こと栗山とレスを繰り広げ、自らの居場所をバラしてしまうという失態を犯した。
クラッカー
演 - 岩井秀人
湾岸署のセキュリティ解除のために呼ばれたコンピュータの扱いに長けている犯罪者（それまでのシリーズ・スピンオフにも登場していないが、捕まえていたのを小池がたまたま覚えていた程度の隠し設定とされている）。解除に成功した場合、見返りとして一流企業への就職を約束される。
結果、その後の続編『THE LAST TV』にて、捜査本部におけるモニタリング中継設置に協力するV-CUBE社員として再登場しており、鳥飼と顔を合わせた際には礼を述べている。

### 係長 青島俊作2 事件はまたまた取調室で起きている!
津島あゆみ
演 - 夏帆
津島さなえ
演 - 梶原ひかり
福原幸太郎
演 - 螢雪次朗
草薙恭子
演 - 杉本彩
木下秀雄
演 - 阿南健治
羽賀琢也
演 - 青柳翔
三井誠
演 - 細田よしひこ
周珉白
演 - 吉田ウーロン太
チンピラ
演 - 森田哲矢、東口宜隆(さらば青春の光)

### 踊る大捜査線 THE LAST TV サラリーマン刑事と最後の難事件
大森裕幸
演 - 大高洋夫
犯罪のグローバル化に伴い、外国人・海外の犯罪組織を捜査・国際犯罪防止のために立ち上げられ、現在準備段階に有る組織（国際犯罪指定捜査室準備室）の室長を務める。鳥飼と共に湾岸署を訪れ、シン・スヒョンの関与が疑われる偽装自殺殺人事件を、強行犯係と共同で捜査する。
猿渡亮二
演 - 名高達男
警視庁捜査第一課刑事を名乗る男、しかし正体は警察の備品を盗んではネットオークションで販売している窃盗犯。その警察手帳は2002年以前の旧タイプである。青島達の行く先々で出没し続けていたが、スヒョンを誘き出すために開かれた王の結婚式に現れたところを発見され、緒方と森下に現行犯逮捕された。その際、殺人事件の被害者とスヒョンと知り合いであっていてスヒョンが拳銃を所持している情報を警察に提供した。
清水咲子
演 - 石橋けい
平川逸郎
演 - 村上新悟
辺見英人
演 - 日野誠二
林田毅
演 - 佐伯新
永峰公平
演 - 竹井亮介
国際犯罪指定捜査室準備室のメンバーで、大森の部下。
シン・スヒョン
演 - イ・ヘイン（ko）
インターポールで指名手配されている女詐欺師。東洋系で本名・国籍不明、「シン・スヒョン」の名は韓国で使用された名前である。あらゆる偽名を使って東アジア圏内を中心に活動、交際している男に病気の弟がいるため金が要ると嘘をつき、1億を超えた被害額を巻き上げている。さらにその男性達を自殺に見せかけて殺害している凶悪な連続殺人犯でもある。
伸次郎と共にいた青島と、「桜子」と名乗り一緒に酒を飲んだことがあり（伸次郎はその際、酔いつぶれて寝ていた、また神田も「あかね」と名乗る彼女に会ったことがある模様）、寸借詐欺を働いている。そして「草野京子」の名前で王と接触し婚約しており、最終的には殺害しようとしていた。持っていた拳銃はデリンジャー。

### 踊る大捜査線 THE FINAL 新たなる希望
久瀬智則
演 - 香取慎吾
警視庁刑事部捜査第一課・警部。警察上層部の隠蔽体質を暴露する為、今回の事件を引き起こした1人。6年前に発生した、幼女誘拐殺人事件の被害者の母親（鳥飼の姉）の心のケアを、公私共に担っていたが、当時次長の池神の命令で鳥飼の姪が殺害された挙句、ケアも打ち切られたことが原因となり、少女誘拐殺人事件の犯人との交渉打ち切りを命じた警察上層部そしてその命令に忠実に従ってしまった真下に復讐するべく、事件を担当した小池、被害者の家族である鳥飼と結託し、無罪放免になった誘拐犯を狙った連続殺人と真下の息子誘拐を実行し、最後は6年前の事件をトレースし真下に見せしめ息子を殺そうとした。
被害者の母親のケアに公私ともに尽力するほど元来は優しい性格であったが、前述の事件のトラウマにより復讐のための殺人も躊躇わない冷酷な性格に変貌。真下の息子を殺そうとした際も「これは正義だ」と言い放った。
すわ親治
プロローグ、青島とすみれが商店街の唐揚げ専門店に偽装して被疑者を張り込みしている時、店先で二人並んで唐揚げをつまみに酒を飲んでいる内の左側の人物。台詞は無く、役名も不明。
渡辺真理
ラスト、一連の警察スキャンダルを報道するTVキャスターの1人として。

### 室井慎次 敗れざる者 / 生き続ける者
- 桜章太郎については、#刑事部捜査第一課を参照。
- 仁狩英明については、#刑事部捜査第一課第一特殊犯捜査 一 - 二 係を参照。
- 乃木真守と三波行については、#秋田県警察を参照。

#### 室井の里子たち
森貴仁（タカ）
演 - 齋藤潤
高校2年生。初めて室井が預かった子供。
母親を暴力団関係者に殺害された過去を持ち、児童相談所を経て室井に引き取られる。
大の読書好きであり、ジャンルはハードSFを好んでおるが、全て売り払い、東京大学に合格するための赤本に買い換えた。
タカは紗耶香に恋心を抱いていたが、紗耶香はイケメンの同級生（演 - 堀内京）とも親交を深めており、タカの恋は終わった。
室井の死後、タカは東京大学に合格した。
柳町凛久（リク）
演 - 前山くうが・前山こうが
小学4年生。
スマホゲームの話しかしない同級生たちとの交流が苦手で学校も不登校が続いている。
男手ひとつで育てられるも、その父親も事件を起こし収監される。父の逮捕後、自宅に駆けつけた警官に保護され、その後タカと同じく室井に引き取られる。
地元の商店で売っている『なまはげチョコ』が大好物。
日向杏
演 - 福本莉子
最後に室井家に来た少女。日向真奈美の娘。
非行を繰り返す問題児であり、耐えかねた前の里親は半ば室井に押し付ける形で杏を秋田へ追いやる。
母・真奈美とは東京にいた頃は毎月必ず刑務所へ面会に行っており、その中のやり取りで「里親には気をつけろ」「傷つけられる前に、傷つけてやれ」などと説かれ、結果 "他人を傷つけることでしか生きていけない" 歪んだ性格が出来上がってしまった。
室井家に住み始めた当初は、"「室井に叩かれた」とタカとリクに泣きながら嘘をつく"、"車庫の窓ガラスを割る"、"リクが室井に内緒で作っていた表札をゴミ箱に捨てる"、"リクに万引きを教唆する"、"車庫に放火する" など数々の問題を引き起こし室井を困らせる。

#### 室井の周りの人々
石津百男
演 - 小沢仁志
石津牧場を経営する強面の牧場主。
地区の集会にも来ず、周囲に関わることもなく子供たちを育てる室井を疎ましく思っている。
室井が発見した変死体による警察の騒ぎで、牛の搾乳量が減少しているのが悩みの種となっている。
室井の死後は、紀子と共に里子たちを見守っている。
石津紀子
演 - 飯島直子
百男の妻。歯に衣着せぬ物言いをする夫をフォローするのが役目。他の面々と比べると室井を好意的に受け入れる言動を取るが、真意は不明。
室井の死後は、百男と共に里子たちを見守っている。
長部音松
演 - 木場勝己
三ツ池集落の地区長。
百男と同じく室井に対しては好意的ではなかったが、物語終盤に自身も室井と同じくかつては "よそ者" であったと告白する。
室井の死後、室井が好きだった椅子に手を合わせた。
市毛きぬ
演 - いしだあゆみ
地区で唯一の商店・市毛商店の店主。
かつて東京から逃げてきた過去を持ち、似た境遇である室井を温かく見守る。
室井の死後は、杏を商店でバイトさせている。
演者であるいしだは『生き続ける者』公開後の2025年3月11日に死去したため、彼女が生前に演じた最後の役柄となった。
松木敬子
演 - 稲森いずみ
明るい性格と笑顔を絶やさない、北大仙市の児童相談所・総務班長。
タカ、リクの室井との出会いを取り持つ。
端野則次
演 - 松本岳
松木の同僚。
タカと室井の初対面の際、なかなか口を開かない二人に思わず吹き出した松木を諌める。
石津智明（生き続ける者のみ登場）
演 - 園田祥太（ダウ90000）
石津家の息子。東京に家でしていたところ、室井の知り合いの刑事に秋田へ帰るように言われた。
喜内三津留（生き続ける者のみ登場）
演 - 長田拓郎
市毛商店で暴れていた不良のリーダー。
室井に諭されて改心し、室井の死後は室井が気に入っていた椅子に手を合わせた。
茂留（生き続ける者のみ登場）
演 - 原沢侑高
三津留の仲間。市毛商店で暴れていた。
室井に諭されて改心し、室井の死後は室井が気に入っていた椅子に手を合わせた。

#### 警察関係者
明石幸男（『敗れざる者』のみ登場）
演 - 赤ペン瀧川
警視庁捜査資料管理センター・技術専門官。踊るシリーズと世界観を共有する『警視庁捜査資料管理室』シリーズからの客演。捜査資料を見て、自身の周りにあるものを被害者や加害者と見立てて推理する癖がある。
室井から依頼を受け、日向真奈美および杏の出生に関する情報を室井に提供する。その際、「杏の父親は真奈美の精神鑑定をした医師か看守の可能性がある」という癖である個人の推理を述べる。
室井と面識があるようだが、経緯は不明。

#### 里子の関係者
森麻絵（『敗れざる者』のみ登場）
演 - 佐々木希
タカの実の母親。故人。
女手ひとつでタカを育て、彼を良い大学へ行かせようと勉強を教えつつ身を粉にして働くが、交際していた井戸川に暴行された末に殺害されてしまう。
奈良育美（『敗れざる者』のみ登場）
演 - 生駒里奈
上記の麻絵の事件で、井戸川の弁護を担当する新米弁護士。
今回が自分が担当する初めての事件であるが、その裁判は結審がつかず弁護側が不利な状況が続いていたため、その焦りから被告人に何通ものタカに向けての謝罪の手紙を無理やり書かせていた。
井戸川伸（『敗れざる者』のみ登場）
演 - 木村知貴
麻絵を殺害した犯人。暴力団関係者。新人弁護士である奈良に弁護してもらっており、奈良に謝罪の手紙を無理やり書かされていた。
大川紗耶香
演 - 丹生明里（日向坂46）
タカの通う高校のクラスメイト。帰り道によくタカと話し親交を深め、いつしかタカは彼女に淡い恋心を抱くようになる。
卒業後は仙台の専門学校へ進学し、看護師を目指すとタカに話す。
柳町明楽
演 - 加藤浩次
リクの実の父親。事件を起こし服役中だったが出所し、リクを預かる室井のもとを訪れる。
かつて工場勤務だった際に事故で左手に障害を負い、そのせいで色んな仕事を転々とするもどれも長く続かなかった。そのストレスからリクに対して日常的に虐待を繰り返すようになり、リクの身体にはその時の傷跡が今も残っている。

#### その他
刑務官
演 - 錦笑亭満堂
刑務所の刑務官。詳しい役名は無い。
新入調室にて、出所する柳町明楽へ所持品を返却する。リクの写真を見て「お子さんのためにも頑張りなさい」と言葉をかけた。

### その他（ゲスト）
シリアスなシーンでの登場はない。
君塚良一
『深夜も踊る大捜査線』に登場。本シリーズの設定上、フジテレビ本社は湾岸署の管轄内となっているため、刑事ドラマを撮影する許可をもらいに湾岸署に来るが、神田署長は自分のことを取材に来たのだと勘違いしてしまう。
亀山千広
君塚良一とともに、『深夜も踊る大捜査線』に登場。亀山千広は「踊る大ソウル線」にも出演。取材の謝礼としてソウル行きの航空券3枚をスリーアミーゴス宛に贈ったため3人がそれを使って真下らを追ってソウルに遊びに行くことになる。また、テレビシリーズや映画では所々に挟まれる警察無線の役や内トラも演じている。
笠井信輔
『交渉人 真下正義』にて初登場。『UDON』にも本人役で登場している。『THE FINAL』でもニュースを読むアナウンサーとして登場している。また、『敗れざる者/生き続ける者』では室井家で流れるラジオの声で出演している。
軽部真一
『THE MOVIE 2』と『交渉人 真下正義』に登場。『THE MOVIE 2』ではカジノ会場、『交渉人 真下正義』では笠井信輔とのコンビ男おばさんとして街頭ビジョンに登場。
古田新太
演じた古田新太は、歳末特別警戒スペシャルで現金輸送車強奪犯役を演じている。後年のCMでは、刑事役を演じ、携帯が擬人化した設定の青島俊作と共演し、張り込み中に着信音の「Love Somebody」を熱唱した彼を責める一幕が描かれた。
ほっしゃん。
CM内で古田演じる刑事に張り込まれている犯人役を演じた。刑事の携帯が擬人化した設定の青島俊作が熱唱した「Love Somebody」に気付き、逃亡するという一幕が描かれた。

## 実際の警察制度との違い
踊る大捜査線シリーズで描かれている警察は、それまでの刑事ドラマではほとんど描かれることの無かったキャリア制度や本庁と所轄との関係を描くなど、それ以前の刑事ドラマで描かれていた警察よりは、ある程度現実の警察制度を反映しているとはいえるものの、全ての点で現実の警察組織を忠実に反映しているというわけではなく、階級と職名の関連等もあくまで「架空」のものであり、現実の警察組織とは大きく異なっている点もある。室井慎次と真下正義の階級に関しては室井慎次、真下正義を参照。
- 新城賢太郎

警察庁長官官房審議補佐官という役職は警察庁には存在せず、現実では警察庁長官官房参事官が相当する。また、『THE FINAL』の段階で警視監になっているが、この時点での新城の年齢(46歳)で昇任する事は不可能である。
秋田県警察本部長は本来は警視長の階級の警察官をもって充てる職である。
- 安住武史

警視庁組織犯罪対策部長は本来は警視長の階級の警察官をもって充てる職である。通常は刑事局長歴任後は警視庁副総監または政令指定都市の本部長につく。
- 草壁中

機動隊等の中隊長は、本来は警部の階級の警察官をもって充てる職である。通常SATなど、特殊部隊の中隊長は警部の事が多い。警視正の階級なら、警備部参事官が相当。
- 眉田勝重

爆発物処理班の班長は、本来は警部の階級の警察官をもって充当するポストである。
- 沖田仁美

警視庁刑事部の「管理官」は、警視の階級の警察官をもって充当するポストである。
- 魚住二郎

『THE MOVIE 3』の段階で湾岸警察署の警務課長（警部）に昇進しているが『THE LAST TV』以降は刑事課長になっている。一般的に警察署の警務課長は署長、副署長に次ぐ第3位の役職（警視の階級をもって充当する場合もある）であり刑事課長は階級こそ警部ではあるが序列は下がったことになる。
- スリーアミーゴス

一般的に警察官は階級が高くなるほど人事異動の間隔が短くなり、また地域の有力者などとの癒着などの懸念から同じ警察署の幹部を十年以上にわたって勤めることは不可能である。特に神田署長は劇中だけでもカラ出張、経費での私物購入、賄賂、婦警との不倫による監察官聴取など本来なら刑事告訴、懲戒免職にも該当する悪事を働いているにもかかわらず定年退官まで勤められたことは奇跡ともいえる。
- 一倉正和

『THE MOVIE 3』の段階で捜査第一課管理官（警視正）というのは、どんな降格人事を鑑みたとしても、キャリア官僚人生が破局を迎えたことを意味するほど不遇である。そもそも捜査第一課管理官は警視の階級をもって充当し、かつ大半がノンキャリアのポストであり、キャリアであれば採用7年目、29歳程度、またノンキャリアであれば早くても40代後半（丁度一倉の年齢に該当する）で就任するポストである。キャリアでもさまざまな責任を取っても最低でも警視長まではいかないといけない。
- 小池茂

警視庁刑事部の「課長」は、警視正または警視の階級の警察官をもって充当するポストである。また、キャリアであっても入庁6年で警視まで昇任することはできない。
- 和久進次郎

巡査拝命以来広島県警察→千葉県警察→警視庁と異動をしているがノンキャリアの警察官は都道府県単位で採用された地方公務員であるため、現実には都道府県を跨ぐ人事異動は無い。
- 鳥飼誠一

実際の警視庁には管理補佐官と言う役職は存在しない。現実では管理官または係長が相当。
- 坂村正之

実際の警察庁には長官補佐という役職は存在しない。現実では警察庁次長が相当。
- 池神静夫

1997年に警察庁警備局長で1998年に警察庁刑事局長で2005年で警察庁次長の流れになっているが、実際の警察社会は、2年程度局長を務め、2年程度警視庁主要職部長を歴任後に2年程度政令指定都市本部長を務め警察庁次長に就くのが慣例である。少なくとも11年以上警視監を務めるのは不可能である。
- 池神警察庁次長、安住警視庁副総監

現在の実際の人事では、警察庁次長は次期警察庁長官への最有力ポストである。
警視庁副総監と警察庁次長とは同じ警視監という階級ではあるが、指定職の上下関係を知る上で欠かせない指定職俸給表を見比べると、警視庁副総監（4号俸）は警察庁の官房長・局長（5号俸ないし4号俸）と比べ下位ないしは同等であり、警察庁次長は6号俸（庁の長官に相当）であるため、同じ警視監でも2ランクの差がある。
警視庁副総監から警察庁長官・警視総監へ至るためには、現在ではさらに数段階のポスト（具体的には、警察庁次長・官房長・局長級）を経る必要がある。
- 警視庁副総監から警察庁長官へ直に昇格した事例は存在しない。

- 近時の具体的な人事例（1980年以降）を見る限り、警視庁副総監は概ね警視庁の部長級からの昇格が多く、転出先は大阪府警察本部長か警察庁の局長・管区警察局長級が多い。

1993年以降、警視庁副総監から大阪府警察本部長に就任した者が5人（前田健治・廣瀬権・漆間巌・奥村万寿夫・植松信一）であるのに対して、大阪府警察本部長から警視庁副総監に就任した者は1人（米村敏朗）のみとなっている。
大阪府警察本部長離任後、前田は警察庁長官官房長へ、漆間・奥村は警察庁警備局長へ就任、植松は内閣情報官へ転出し、米村は警視庁副総監離任後に警察庁警備局長に就任している。
- 警察庁の局長級が大阪府警察本部長に就任し、離任時に警察庁次長となり、その後に警察庁長官に昇格した例が2例あるが（鈴木良一・佐藤英彦）、警視庁副総監が離任時に警察庁次長に就任した事例は存在しない。

- 新警察法施行後に警視庁副総監から直ちに警視総監へ昇格した例は、第69代の槇野勇（1972年6月27日就任・1975年1月31日離任）と第96代の斉藤実（2020年1月17日就任・2021年9月15日離任）のみである。参考として、新警察法施行後10年以内の草創期に限れば副総監以外の警視庁の幹部から直ちに警視総監に昇進した例が2例（小倉謙・原文兵衛。代理を務めた古屋亨を含めれば3例）あるが、近時においてはいずれの例も見られない。歴代の警視総監参照）。実際の警察庁には長官補佐という役職はなく、警察組織のNo.3である警察庁次長がこの役職に該当する。

- その他警察庁の課長に警視でついたりと（警察庁内部部局の課長は警視長）、現実の警察組織の階級と明らかにあっていないポストに配属されることが多々見られる。